# Tammy Wynette
Tammy Wynette, nom de scène de Virginia Wynette-Pugh, surnommée The First Lady of Country Music (« La première dame de la musique country ») ou l'Heroine of Heartbreak (« Héroïne des cœurs brisés ») est une auteure-compositrice-interprète, guitariste et pianiste de musique country américaine, née le 5 mai 1942 dans le comté d'Itawamba dans l'État du Mississippi et morte le 6 avril 1998 à Nashville dans l'État du Tennessee.
Avec Loretta Lynn, Tammy Winette impose les chanteuses sur le devant de la scène de la musique country, jusqu'ici dominé par les hommes.
Vendu à plus de trente millions d’exemplaires, Stand By Your Man est toujours le single le plus vendu de l'histoire de la musique country.
En 2010, Stand By Your Man fait son entrée au sein du National Recording Registry de la bibliothèque du Congrès.
Durant sa carrière, Tammy Wynette est récompensée par deux Grammy Awards, trois Country Music Association Awards (catégorie : chanteuse de l'année), deux Academy of Country Music Awards.
Elle fait partie des premières chanteuses de musique country à recevoir des disques d'or et de platine certifiés par la Recording Industry Association of America.
Tammy Wynette est célébrée par trois musées consacrés à la musique country l'Alabama Music Hall of Fame (en), le Nashville Songwriters Hall of Fame (en) et le Country Music Hall of Fame.

## Biographie

### Jeunesse et formation

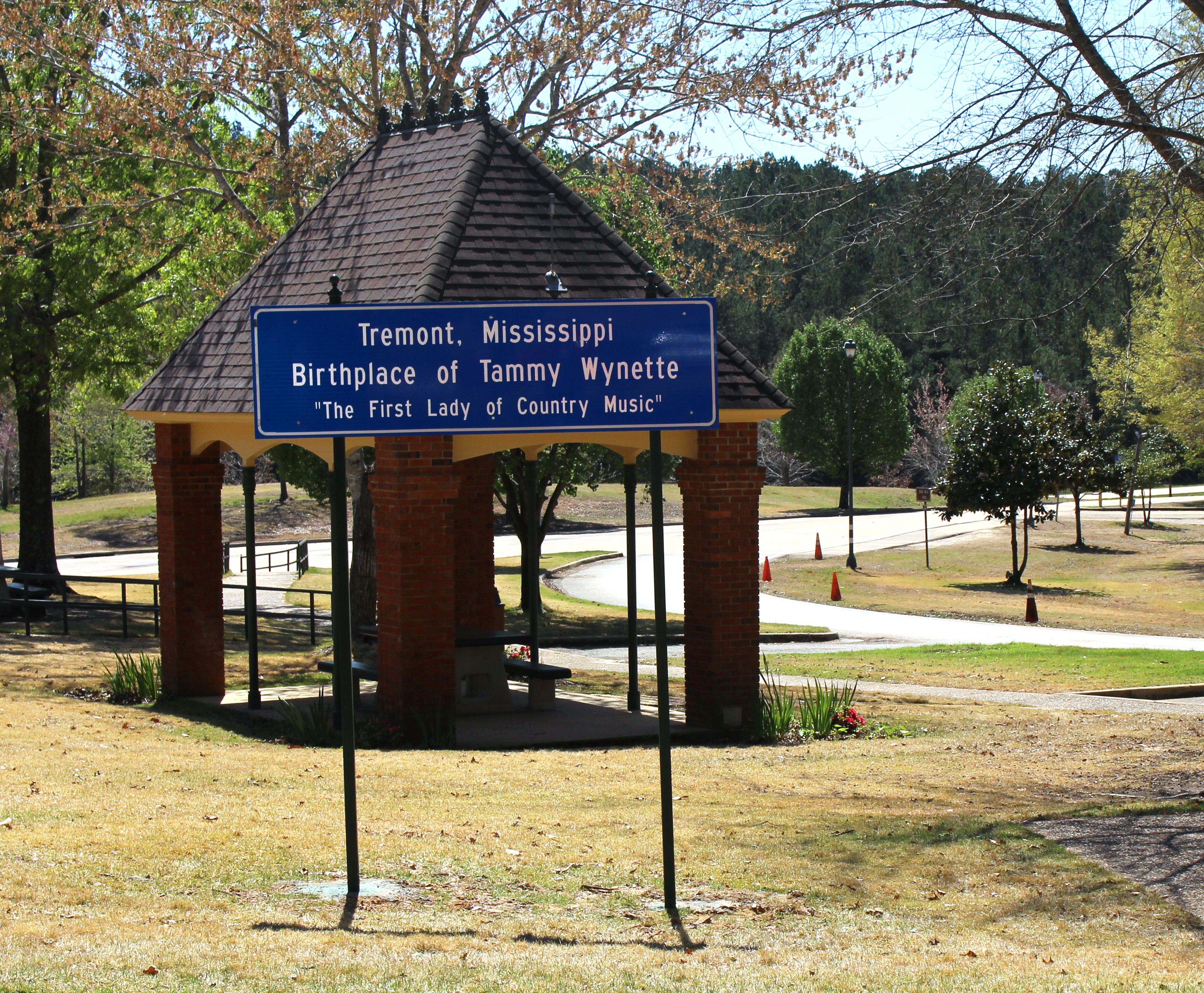
Lieu de naissance de Tammy Wynette

#### Une vie dans le Sud profond
Virginia Wynette Pugh est la fille unique du guitariste Hollice Pugh et de Mildred Faye Russel Pugh, une remplaçante d'enseignante d'école primaire, qui vivent dans une ferme isolée appartenant à Chester Russel, le père de Mildred Pugh, sans que l'on puisse rattacher ce bâtiment à un village ou un hameau quelconque d'où la difficulté à citer le lieu précis de sa naissance en dehors du comté d'Itawamba peuplé à l'époque d'environ 800 personnes, selon les dires de sa mère Mildred Pugh,,,,.
La ferme de Chester Russel est proche de la frontière de l'État de l’Alabama et plus particulièrement de Wynette, un hameau à proximité de la bourgade de Red Bay. La famille Pugh et leurs proches prennent l'habitude de l'appeler Wynette ou par un diminutif « Nette », sauf sa grand-mère qui l'appelle « Nettiebelle »,.
Alors que Wynette Pugh est un nourrisson de neuf mois, son père, Hollice Pugh, meurt le 13 février 1943 des suites d'une tumeur du cerveau inopérable. Plus tard, Wynette-Pugh déclare au sujet de son père « Le seul héritage que m'a léguée mon père est son amour de la musique »,,,.
Après la mort de Hollice Pugh, Mildred Pugh part travailler dans une usine de construction aéronautique à Memphis (Tennessee) et confie sa fille au bons soins de ses parents Chester et Flora Russel. Wynette Pugh appelle ses grands parents « Mama » et « Daddy »,.
Quand sa mère Mildred est de retour en 1946, elle vient avec Foy Lee qui se met à travailler pour la ferme familiale. Peu de temps après, Mildred épouse Foy Lee.
Pendant son enfance, parallèlement à ses études primaires à la Hopewell School, Wynette Pugh suit des cours de musique, joue sur la guitare et le piano de son défunt père et n'hésite pas à se faire de l'argent poche en travaillant dans les plantations de coton,.
Wynette vit dans des conditions de vie rudimentaires, il n'y a pas d'eau courante, il faut attendre 1950 pour que la ferme soit raccordée au réseau électrique.
Les seuls moments où la jeune Wynette peut s'évader de la solitude morne de la ferme sont les sorties à Red Bay,.
Fatiguée par les travaux à la ferme, la jeune Wynette est déterminée à « fuir aussitôt que je le pourrais », d'autant plus que les tensions entre son beau-père, Foy Lee, et elle s'enveniment.
Les valeurs qui lui sont transmises sont Dieu, Famille et Travail. La religion est omniprésente, les deux Églises présentes dans cette zone du Sud profond sont des églises baptistes et pentecôtistes. Les valeurs de ces religions sont marquées par l'austérité, il n'a aucun établissement de divertissement à part le cinéma. Les seuls lieux où il possible de chanter et jouer de la musique sont les églises. C'est pourquoi Wynette Pugh, dès l'âge de ses neuf ans fréquente l'église baptiste de la Providence où elle peut jouer du piano. En plus de sa formation instrumentale, elle reçoit des cours de chant par sa grand-mère qui lui révèle les arcanes de la tradition du Sacred Harp.

#### Naissance d'une vocation et influences
| - Skeeter Davis. - Photographie de Patsy Cline prise en 1957. |

Dès l'école primaire, la forte personnalité de la jeune Wynette est remarquée notamment par ses cabotinages. À la fin de ses études primaires, quand son enseignant lui demande ce qu'elle veut faire quand elle sera grande, elle répond « Je veux être soit chanteuse, soit actrice ». C'est également à l'école primaire qu'elle fait la connaissance de Linda Cayson qui devient son amie inséparable,.
Wynette et Linda partagent l'amour de la musique et chantent souvent ensemble. Toutes les deux écoutent l'émission radiophonique hebdomadaire le Grand Ole Opry, où elles découvrent l'univers de la musique country. Elles écoutent aussi une radio locale la WERH (en) qui leur révèle des chanteurs de country tels que Ernest Tubb, Hank Snow et Roy Acuff.
Selon son autobiographie Stand By Your Man, alors qu'elles sont âgées de huit ans Linda et Wynette, s'inscrivent à des cours de piano auprès de Phelam Ganus, un professeur de piano connu pour sa rigueur. Quand Wynette Pugh lui montre qu'elle est capable de jouer d'oreille sur piano des airs qu'elle a entendu lors des offices religieux, Phelam Ganus est heurté. Il contacte immédiatement sa mère pour lui signaler que Wynette n'en fait qu'à sa tête, qu'elle lui fait gaspiller son argent qu'il n'a pas de temps à perdre et l'exclue de son cours,,.
Dès qu'elles en ont le temps Linda et Wynette écoutent la radio. Elles sont fascinées par ce qu'elles estiment être la chanson la plus triste qui soit, le duo A Dear John Letter (en) interprété par Jean Shepard (en) et leurs chanteuses préférées sont Ferlin Husky. Patsy Cline et Skeeter Davis. Elles s'intéressent également aux groupes et chanteurs du récent style musical dit du rhythm and blues tels les Coasters, les Platters, Ray Charles. Parmi les influences de Wynette Pugh, il y a également le gospel blanc ou Southern gospel, représenté par des groupes vocaux comme The Blackwood Brothers (en),,.

#### Études secondaires
Linda et Wynette suivent leurs études secondaires à la Tremont High School de Tremont une bourgade du comté d'Itawamba. Wynette apprend à jouer de l'accordéon, de la guitare auprès de son oncle Harrod. Pendant les congés scolaires, Linda et Wynette chantent dans divers groupes vocaux d'adolescents, puis elles se produisent en duo pour la première fois à la Oak Grove Church Of God, elles y chantent des gospels comme Swing Low, Sweet Chariot et des chansons des Everly Brothers, puis dans d'autres églises locales,,, 
Wynette Pugh devient vite populaire, surtout auprès des garçons de la Tremont High School, en 1960 elle est élue Miss Tremont High.

#### Premier mariage
En 1959, soit une année avant la fin de ses études secondaires, Wynette Pugh tombe amoureuse d'Euple Byrd, le frère d'une de ses camarades de classe Nancy Byrd. Quand elle formule son souhait de l'épouser, elle se heurte à un refus catégorique de sa mère, Mildred, dont elle a besoin de l'autorisation car elle est encore mineure. Malgré la violence du conflit, Wynette Pugh âgée de 17 ans passe outre et décide d'épouser Euple Byrd de neuf ans son aîné. Ils prennent la route pour Fulton, où après le test de sang obligatoire, ils trouvent un pasteur pour célébrer leur mariage. L'église et la date précise de la cérémonie sont inconnues,,.

#### Précarité, maternité, formation professionnelle et début de chanteuse
Wynette Pugh Byrd et Euple Byrd s'installent à Tupelo dans le Mississippi, où Euple Byrd travaille pour une entreprise de construction, de son côté Wynette est embauchée par la Genesco (en), une entreprise de fabrication de chaussures. Euple Byrd ayant perdu son emploi, le couple retourne à Tremont. Au bout de six mois de vie commune Wynette Pugh Byrd tombe enceinte, ne sachant où aller, elle tente de se rapprocher de sa mère Mildred, cette dernière leur offre pour logis une masure sans eau courante, ni électricité, ni poêle pour se chauffer ou cuisiner. C'est dans ces conditions précaires que le 15 avril 1961 Wynette Pugh Byrd accouche de sa fille Gwendoline Lee. Naissance suivie de celle de Jacquelyn Faye le 21 août 1962. Euple Byrd ayant trouvé un emploi à Red Bay, la famille Byrd peut emménager dans une maison bénéficiant de l'eau courante. En 1963, grâce un prêt de sa mère d'un montant de 25 $, Wynette peut s'inscrire dans une école de beauté. Pendant les congés de l'école, elle obtient un emploi de barmaid puis de serveuse dans un établissement de Memphis, le Mary's Place, elle écoute le pianiste Carl McVoy (en) cousin de Jerry Lee Lewis, puis y chante ponctuellement accompagnée par le piano de Carl McVoy. De retour à Tremont, elle achève ses études de soins de beauté et obtient sa licence de cosméticienne en 1964,,.

#### Divorce
D'après les récits de Wynette, elle et Euple Byrd se disputent régulièrement au sujet de leurs rapports sexuels, à la fin de la journée, elle se dit trop fatiguée pour cela, de plus, elle souffre d'une infection rénale durable, ce qui n'arrange pas les choses. Pour gagner sa vie Wynette Pugh Byrd travaille comme serveuse et comme réceptionniste d'un cabinet de chiropractor. Durant la fin du premier semestre de l'année 1964, Wynette est à nouveau enceinte. Elle supplie son médecin de famille pour qu'il ne dise rien à Euple car elle prévoit de divorcer. Peu de temps après, une violente dispute éclate entre Wynette et Euple, cela dégénère au point que Wynette est hospitalisée d'urgence, il lui est diagnostiquée une dépression nerveuse, pour la soigner elle subit une douzaine de séances d'électrochocs. De retour au foyer, les disputes conjugales reprennent, au sujet du divorce. Wynette prend ses affaires et ses filles pour se réfugier à Elyton (en) un village de l'Alabama à proximité de Birmingham. Le 27 mars 1965, Wynette accouche de sa troisième enfant Tina Denise. Les deux parties se bataillent autour de la garde des enfants, Euple Byrd met en avant l'instabilité mentale de Wynette, mais après la naissance de Tina Denise, il laisse la garde de leurs filles à Wynette. probablement parce qu'il ne souhaite pas endosser les frais de l'hospitalisation de Tina pour soigner sa méningite cérébro-spinale qui se montent à 6 000 $ (soit l'équivalent de la somme de 59 000 $ en 2023. Leur divorce est prononcé à la fin du premier semestre de l'année 1965,,,,,.

### Carrière

#### Le Country Boy Eddie Show
| - photo de Norma Jean (chanteuse) prise en 1968 - Jeannie Seely. - Photographie de Jean Shepard prise en 1971. |

En 1965, Wynette Pugh, parallèlement à l'exercice de son métier d'esthéticienne, chante la nuit dans divers bars locaux de Birmingham et de ses environs. Elle attire l'attention de membres du Country Boy Eddie (en) animé et produit par Gordon Edward Burns, émission radiophonique et télévisée diffusée par la WBRC qui fait la promotion des chanteurs locaux. Wynette Pugh est invitée à une audition, où selon les témoins, elle fait sensation rien que par sa présence. Les producteurs du Country Boy Eddie décident de faire sa promotion, Wynette Pugh y fait ses débuts en chantant Sweet Dreams de Patsy Cline puis elle reprend son travail au salon de beauté le Midfield Beauty Salon. Ses talents de chanteuse font qu'elle tient une place régulière dans l'émission, elle y est rémunérée 35 $ pour chacune de ses prestations hebdomadaires. Wynette Pugh y chante notamment des classiques de la musique country comme Don't Come Home A-Drinkin de Loretta Lynn, Let's Go All the Way de Norma Jean (chanteuse) (en), Don't Touch Me de Jeannie Seely (en). Selon le pianiste de blues David Vest (en), du Country Boy Eddie Show, qui l'a accompagnée, « Wynette ne chantait rien en quoi elle ne croyait pas. Elle savait exactement où se trouvait le cœur de la grande tradition. Elle l'a vécu »,,.
Grâce à des sponsors du Country Boy Eddie Show, Wynette peut acheter une voiture d'occasion. Quand elle se déplace, grâce à l'autoradio, elle peut écouter ses chanteurs favoris comme Charlie Louvin (en), Roy Orbison et Jean Shepard (en). Wynette découvre les duos chantés par George Jones et Melba Montgomery, sa première réaction est de dire à David Vest Who played that crap (« qui joue cette merde »). David Vest lui demande d'approfondir son appréciation, Wynette lui répond « C'est un fait, je chante bien mieux que Melba Montgomery » et pour George Jones ? « on ne joue pas dans la même cour ! ».

#### Nashville et le Grand Ole Opry
Wynette Pugh chante également à la WYAM (AM) (en), station de radio locale située à Bessemer, ville proche de Birmingham, elle y fait la connaissance du disc jockey Fred Lehner. Ce dernier enregistre une douzaine de ses titres où elle s'accompagne elle-même sur piano ou par David Vest. La question est l'édition d'un disque. En octobre 1965, Wynette, Fred Lehner et son épouse se rendent à la Convention nationale des disc jockeys qui se tient à Nashville, la Mecque des musiciens country. Elle prend contact avec diverses personnalité du monde la musique country. Elle a l'occasion de chanter dans un camion qui sert de studio ambulant pour une station de radio. Enfin, elle attire l'attention de Porter Wagoner l'un des animateurs du Grand Ole Opry diffusé par la station de radio WENO (en) à Nashville.Porter Wagoner est conquis par personnalité de Wynette et lui propose de participer à une tournée du Grand Ole Opry dans l'Alabama et la Géorgie, pour un cachet de 50 $ pour chaque prestation dans chacune des dix villes où se produira la tournée. De retour, Wynette décide de s'installer avec ses filles à Nashville dans l’hôtel l'Anchor Motel fréquenté par des personnalités de la musique country. Elle y fait la connaissance de Don Chapel,,.

#### Contrat avec le label Epic Records

##### Don Chapel
Don Chapel fait découvrir à Wynette le Music Row (en), quartier de Nashville où siègent les studios d'enregistrement et des établissements où se produisent les chanteurs et formations instrumentales de la musique country. C'est à l'Anchor Motel que Wynette et Don passent leur première nuit ensemble.
En 1966, après l'Anchor Motel, Wynette ayant la caution d'un emploi dans salon de beauté, elle peut loger avec ses trois filles dans un appart'hôtel pour 12 $ la semaine. Selon Don Chapel c'est une des périodes les plus difficiles de Wynette.
Frank Scarborough, l’organisateur d'un spectacle de musique country au Roosevelt Theatre de la ville de Jefferson (Géorgie), recrute Wynette pour un cachet d'une centaine de dollars. Parmi les chanteuses invitées, il y a Jean Chapel (chanteuse) (en), la sœur de Don Chapel. Sa prestation est largement applaudie par le public.

##### Don et Tammy et le conservatisme du Sud
En juillet 1966 Wynette et Don Chapel participent à la campagne de Zell Miller, candidat conservateur bien enraciné dans le sud profond, ce dernier pose sa candidature à la Chambre des représentants des États-Unis. Ils l'accompagnent avec un camion à plateau, à chaque étape de la campagne, ils s'arrêtent, montent sur le plateau, chantent et Don annonce la venue de Zell Miller « Voici votre prochain représentant au Congrès : Zell Miller ! ». Après le show de Zell Miller, Don et Tammy touchent un chèque de 150 $ qu'ils s'empressent de déposer à la banque.

##### Billy Sherrill

###### Naissance de Tammy Wynette
| - Tammy Wynette en 1970. - Photographie de Dolly Parton prise dans les années 1970. |

De retour à Nashville, Don et Wynette contactent plusieurs réalisateurs artistiques susceptibles d'éditer les chansons de Wynette. Owen Bradley (en) et Jim Vienneau (en) leurs disent non, de même Kerso Herston de l'United Artists qui malgré tout leur propose de rencontrer Billy Sherrill du label Epic Records. Wynette obtient un rendez vous avec Billy Sherrill. Dans un premier temps il lui demande si elle est venue avec un enregistrement sur bande magnétique, elle lui répond que non mais s'il lui prête une guitare alors elle pourra chanter pour qu'il se fasse une opinion. Cela étant fait, elle lui chante des chansons durant un après-midi complet. À la fin de son audition, Billy Sherrill reste froid et lui dit « Ne me téléphonez pas, c'est moi qui le ferai ». Puis Billy Sherrill écoute un tube de l'époque Apartment No. 9 (en) par Bobby Austin (musicien) (en), il a l'intuition que cette chanson est faite pour être reprise par Wynette. aussitôt il lui téléphone et lui demande si elle prête pour un enregistrement et immédiatement. C'est ainsi que Wynette reprend Apartment No. 9, son premier enregistrement pour Epic Records, et c'est également à cette occasion que Billy Sherrill trouvant les noms de Pugh ou de Byrd peu adaptés, lui propose comme nom d'artiste Tammy Wynette, en référence au film Tammy and the Bachelor avec Debbie Reynolds dans le rôle de Tammy figure d'espoir après une catastrophe. C'est ainsi que Virginia Wynette Pugh devient Tammy Wynette,,,.

###### Premier enregistrement

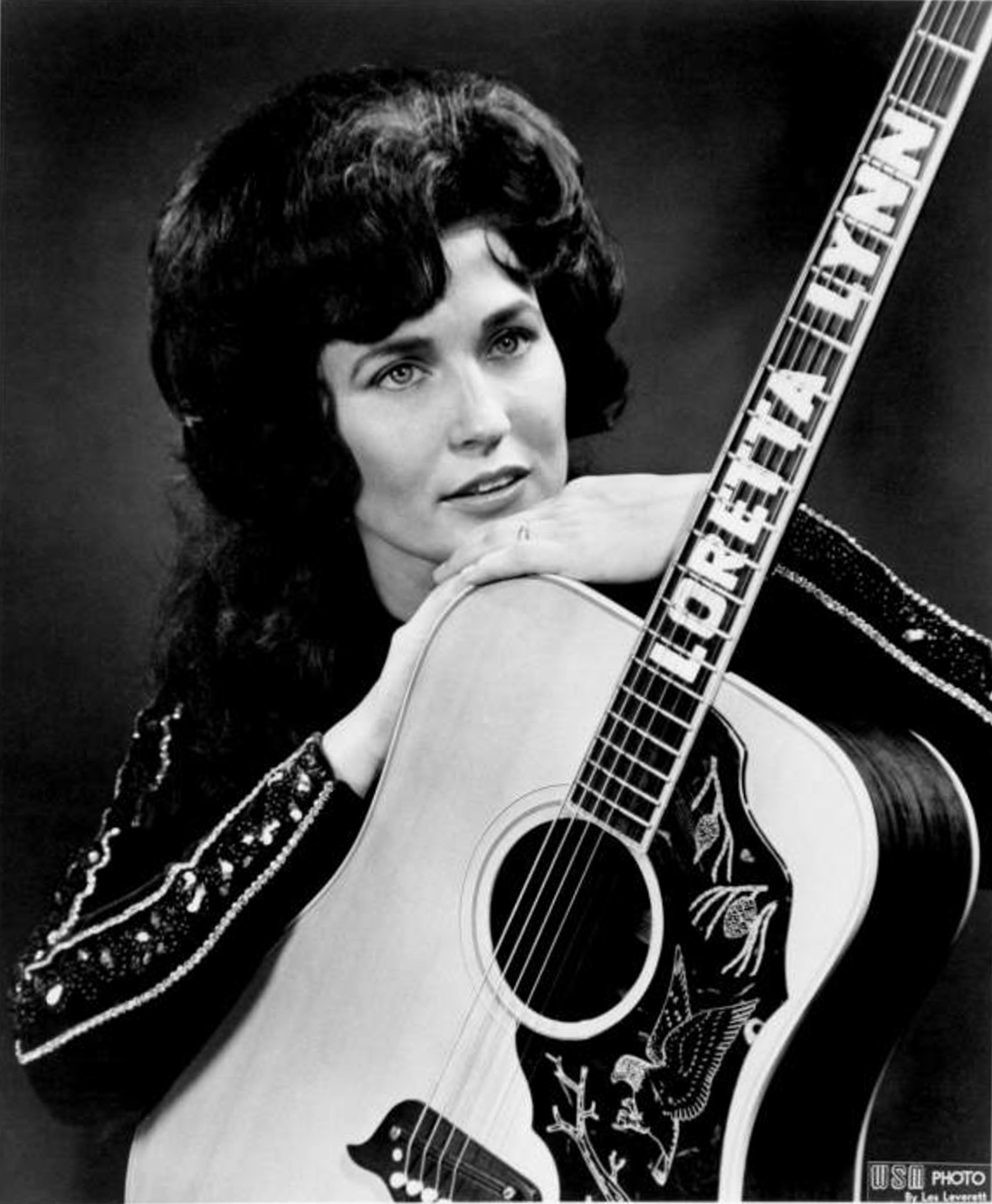
Photographie de Loretta Lynn prise dans les années 1960

Apartment No. 9, est enregistré en octobre 1966 avec des accompagnateurs de choix comme Jerry Kennedy à la guitare, Pete Drake à la pedal steel guitar et Buddy Harman (en) à la batterie, musiciens qui disent qu'ils n'ont jamais entendu une telle voix. Les ventes de sa version de Apartment No. 9 dépassent de très loin les ventes de la version de Bobby Austin et atteint la 44e place au palmarès de la musique country publié par le magazine Billboard. Loretta Lynn comme Dolly Parton ou Merle Haggard sont en admiration devant son style unique. George Jones déclare au sujet de Tammy Wynette « Sa voix est différente, elle ne sonne pas comme celles des autres chanteuses, c'est un mélange de sentiment et de "soul"... Le genre de truc que j’aimerais avoir ! »,.

#### DeYour Good Girl's Gonna Go BadàTake Me to Your World

##### Une carrière qui décolle
Maintenant sous contrat avec Epic Records, Tammy Wynette sort en février 1967, un second single Your Good Girl's Gonna Go Bad (chanson) (en), écrit par Billy Sherrill et Glenn Sutton (en), chanson qui raconte l'histoire d'une femme fatiguée par les mauvais comportements de son homme et décide de se saouler. Loretta Lynn déclare au sujet de cette chanson « je n'ai jamais appris à savourer aussi bien le whisky ! ».

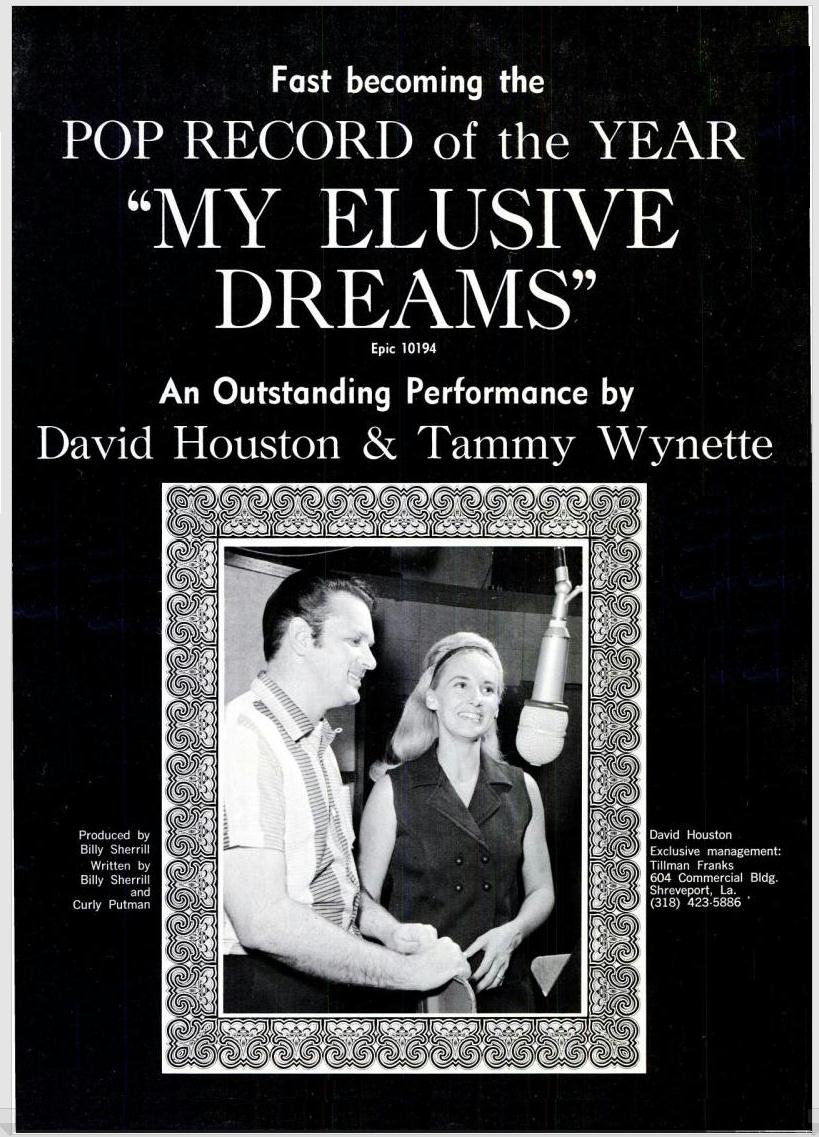
My Elusive Dreams

En juin 1967, Tammy Wynette enregistre son premier duo My Elusive Dreams (en) avec David Houston (chanteur) (en), chanson écrite par Billy Sherrill et Curly Putnam qui raconte les déboires d'un couple qui se déchire où l'homme comme la femme ont des rêves différents. Le 16 septembre 1967, My Elusive Dreams, est classé en tête des ventes par les magazines spécialisés. Puis suit un nouvel enregistrement de I Don't Wanna Play House (en) enregistré une première fois en juillet 1966, cette fois, elle est accompagnée par les meilleurs musiciens de studio sous la direction de Billy Sherrill. Le texte de la chanson raconte le chagrin d'une jeune femme racontant le climat lié à la séparation de ses parents. Pendant 3 semaines consécutives I Don't Wanna Play House est en tête des ventes de titres de la musique country et pendant 18 semaines figure parmi les meilleures ventes,,.

##### La reconnaissance
Rien qu'en 1967, trois des titres de Tammy Wynette sont classés numéro 1 des ventes de singles de la country, et quatre d'entre eux sont classés parmi les dix meilleures ventes de la country. Les magazines Country Song Roundup, Music City News, Record World la distinguent comme chanteuse la plus prometteuse de l'année 1967. En 1968, lors de la tenue de la dixième session de la National Academy of Recording Arts and Sciences, I Don't Wanna Play House est récompensé par un Grammy Award catégorie « Meilleure performance vocale solo par une chanteuse de musique country » et la chanson My Elusive Dreams est sélectionnée (nommé) pour un Grammy Award dans la catégorie « Meilleure performance d'un groupe vocal de musique country »,,,.

##### Secondes noces

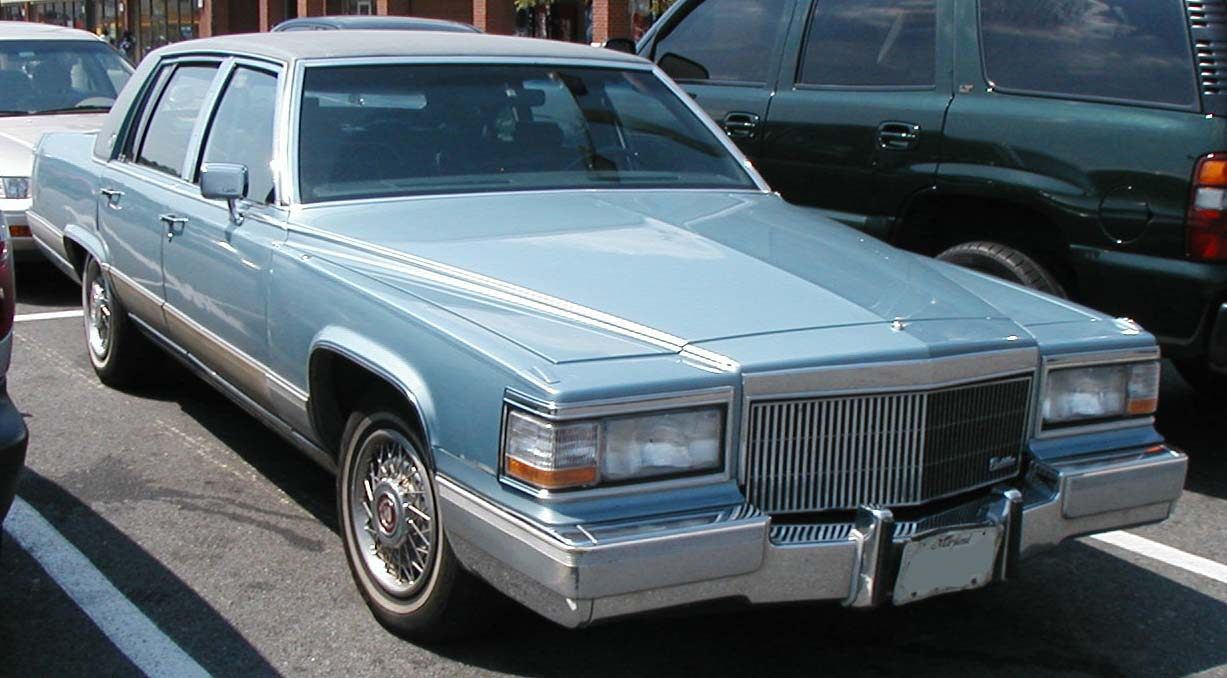
Cadillac Brougham bleue

Le 7 avril 1967, Tammy Wynette et Don Chapel se marient à Ringgold dans l'État de la Géorgie. Aux trois filles de Tammy, Wynette Gwendolyne âgée de six ans, Jacqueline âgée de cinq ans et Tina âgée de deux ans s'ajoutent les trois filles de Don Chapel nées d'un précédent mariage, parmi elles figure Donna âgée de 14 ans qui rejoint sa belle mère comme chanteuse et qui montre ses capacités à s'harmoniser à la voix de Tammy Wynette.
Peu de temps après leur mariage, Tammy Wynette et Don Chapel s’offrent une Cadillac Brougham de couleur bleue, qu'ils utilisent pour prendre la route de leurs tournées de concerts en remplacement de leur vieux bus Flxible (en).

##### L'orchestre de Tammy Wynette
L'orchestre qui accompagne Tammy Wynette lors de ses tournées de concerts est composé de Joe Ridings à la guitare, Roy McCoy à la pedal steel, Calvin Crowford à la contrebasse, Jimmy Halfacre à la batterie et Donna Chapel comme chanteuse d'accompagnement.

##### Nouveau succès
En novembre 1967, Tammy Wynette enregistre Take Me to Your World (en) écrit et composé par Billy Sherrill et Glenn Sutton (en). Cette chanson, d'abord écrite pour Beverly Byrd, a pour originalité de bénéficier d'un arrangement avec le jeu de cordes d'un orgue électronique. Cette ambiance de cordes fait peur à Tammy Wynette, elle craint que cette nouvelle sonorité ruine sa carrière, elle frisonne à l'idée que l'on puisse l'accuser de tomber dans le style de la musique pop. Malgré ses craintes, Take Me to Your World, le 9 mars 1968 est classé en tête des ventes par les magazines spécialisés,.

##### Première tournée internationale
En décembre 1967, Tammy Wynette, Don Chapel et Donna prennent l'avion pour donner une série de concerts en Allemagne et au Royaume-Uni. Elle fait un triomphe à Francfort-sur-le-Main lors d'un concert donné dans une base militaire où stationnent des soldats américains.

#### George Jones,D-I-V-O-R-C-E

##### Première rencontre avec George Jones

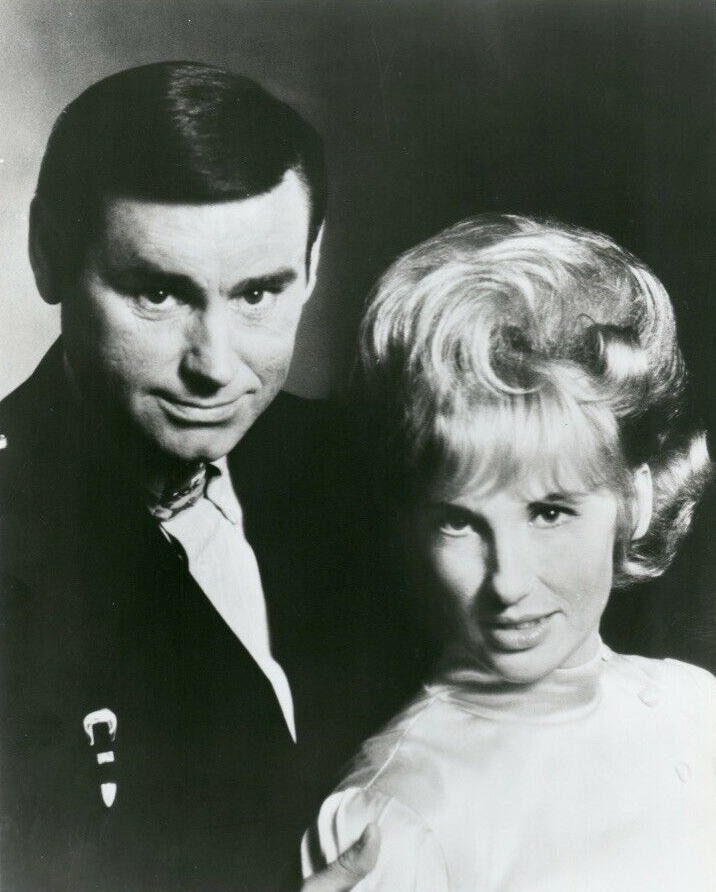
George Jones et Tammy Wynette

En mars 1968, Tammy Wynette et Don Chapel partent faire une tournée de concerts au Canada avec David Houston et George Jones, dit le Possum, à l’affiche. Durant cette tournée George Jones propose à Tammy Wynette de reprendre ensemble My Elusive Dreams, Tammy accepte et durant leur duo, elle écrit « J'étais au septième ciel ». Les ovations sont telles, que leur version de My Elusive Dreams sera chantée pendant tout le reste de la tournée,.
De son côté, Don Chapel qui a écrit de nombreux succès pour George Jones, utilise leur interprétation de My Elusive Dreams pour faire la promotion de son épouse et prend de nombreuses photographies de Tammy Wynette aux côtés de George Jones. Sans se rendre compte des relations ambiguës qui se tissent entre son épouse et la star de la country.

##### D-I-V-O-R-C-E

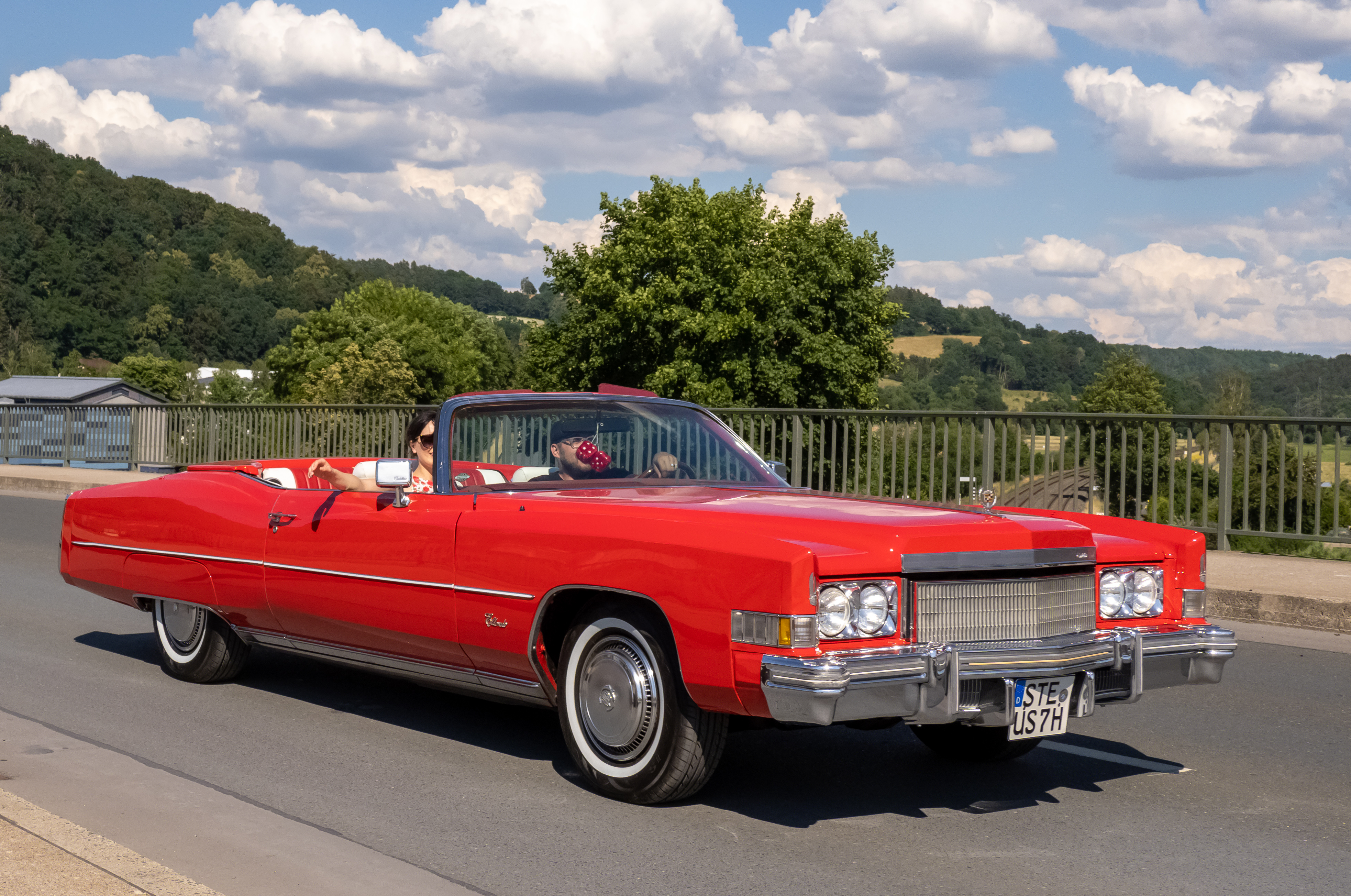
Cadillac Eldorado.

En avril 1968, Tammy Wynette enregistre D-I-V-O-R-C-E (en) écrite et composée par Bobby Braddock (en) et Curly Putman, elle déclare au sujet de cette chanson « Je me hais pour n'avoir pas écrit cette chanson, elle me va comme un gant ! ». C'est un des rares enregistrements de Tammy Wynette où Lloyd Green est à la steel guitar au lieu de Pete Drake. D-I-V-O-R-C-E est classée numéro 1 des ventes pendant trois semaines et en 1969, D-I-V-O-R-C-E est nommée lors de la onzième session des Grammy Awards pour la catégorie « Meilleure performance vocale solo par une chanteuse de musique country ». George Jones est conquis par la chanson au point qu'il se rend à la maison de Tammy Wynette et Don Chapel pour l'interpréter. Pour Shirley Ann Corley, la seconde épouse de George Jones, cette visite marque le début de leur rupture qui conduit au divorce,,.
À la fin de l'été 1968, Tammy Wynette se rend à Red Bay pour donner un concert au bénéfice de la section locale de l'United States Junior Chamber (en) ou Jaycees. Pendant le concert qui se produit au gymnase de la High School, les portes s'ouvrent pour laisser la place à une Cadillac Eldorado avec George Jones au volant, il sort de son véhicule et demande s'il peut monter sur scène chanter avec Tammy Wynette. On ne sait pas, si cet événement s'est réellement produit, s'il fait partie de la mythologie entourant ce couple. Ce qui est sûr, la liaison amoureuse entre eux deux commence à cette période. Un autre récit dit que George Jones s'est invité au domicile de Tammy Wynette et de Don Chapel pour déclarer sa flamme à Tammy et lui demande si elle l'aime, cette dernière lui répondant par l'affirmative, il l'invite alors à le suivre immédiatement en lui disant « viens ! Foutons le camp d'ici » et Tammy quitte derechef le domicile conjugal avec ses trois filles devant un Don Chapel médusé,,.

##### Divorce, mariage et lune de miel en Floride
En attendant de prendre la direction du Mexique où les procédures de mariage sont rapides, Tammy et George vivent dans un hôtel Hilton à proximité de l'aéroport de Nashville. Elle s’inquiète des retentissements suscités quand la nouvelle de sa séparation de Don Chapel pour vivre avec George Jones. Le 22 août 1968,Tammy Wynette et George Jones reviennent de Mexico où Tammy a pu obtenir un certificat de divorce qui met fin à son mariage avec Don Chapel. Quand ils débarquent à Nashville, c'est d'une part pour découvrir que le Tennessee ne reconnait pas les divorces prononcés au Mexique et d'autre part, pour prendre connaissance de la une du Nashville Banner (en) qui fait état du triangle amoureux Tammy Wynette, Don Chapel, George Jones, où il est écrit : « Tammy Wynette quitte son mari pour George Jones ! », sous entendant qu'elle aurait quitté Don Chapel pour se précipiter vers une superstar. De plus, Don Chapel poursuit en justice George Jones pour adultère et alienation of affections (en) et réclame une somme de 100 000 $ de dommages et intérêts,,,,.

#### Stand by Your Man
Le 28 août 1968, Tammy Wynette enregistre Stand by Your Man, lors de l'enregistrement, Don Chapel se présente au studio B d'Epic Records pour faire signer par Wynette les documents nécessaires à leurs divorce. La sécurité lui interdit l'entrée du studio, envenimant ainsi les rapports entre les trois protagonistes.

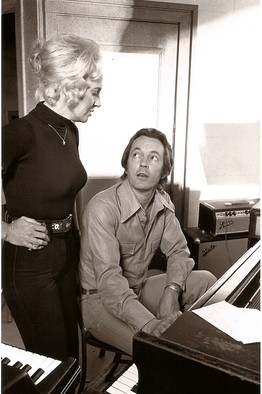
Tammy Wynette et Billy Sherill

Selon Tammy Wynette Stand by Your Man fut composée en 15 minutes par elle et Billy Sherill. La presse féministe éreinte Stand by Your Man car justifiant, selon ses rédactrices, le rabaissement des femmes aux yeux des hommes, la dépendance des femmes envers les hommes. Tammy Wynette est qualifiée de réactionnaire, de contre-révolutionnaire. En revanche Dolly Parton, Loretta Lynn, Roni Stoneman (en), Bill Drummond (en), Lyle Lovett et en leur temps les chanteuses Allison Moorer et Amy Winehouse font l'éloge de Stand by Your Man. Tammy Wynette réplique aux féministes « Cette chanson n'exprime rien d'autre que l'attente d'une femme devant sa porte »,,.
Stand by Your Man est classée numéro 1 des ventes de musique country par la presse spécialisée et y reste pendant 18 semaines, il se vend à 6 000 000 d'exemplaires,.
Stand by Your Man est classée à la dix-neuvième place du Hot 100 pour l'année 1969, ouvrage publié par Joel Whitburn.
Selon le critique britannique Kurt Wolff et les critiques américains Mary A. Bufwack et Robert K. Oermann, Stand by Your Man est la voix des ménagères de la classe ouvrière,.
Grâce à Stand by Your Man, Tammy Wynette rejoint l'équipe du Grand Ole Opry le 6 janvier 1969, en même temps que George Jones, Mel Tillis (en) et Dolly Parton,,.
En 1970, Stand by Your Man est nommé pour un Grammy Award.
L'Academy of Country Music nomine Stand by Your Man, pour le Academy of Country Music Awards de 1970.
En 1969, la Country Music Association récompense Stand by Your Man et Tammy Wynette par deux Country Music Association Awards, catégorie « Album de l'année » et catégorie « Chanson de l'année ».

#### Premier disque d'or
En 1969, sa première compilation Tammy's Greatest Hits (en) est éditée. Le 16 avril 1970, cet album est le premier d'une chanteuse de musique country à être certifié disque d'or par la Recording Industry Association of America puis certifié disque de platine le 9 juin 1989,.

#### Succession de succès
Après Stand by Your Man viennent plusieurs succès Singing My Song (en) édité en mars 1969, The Ways to Love a Man (en) également en 1969, He Loves Me All the Way (en) en avril 1970, Run, Woman, Run (en) en août 1970, Good Lovin' (Makes It Right) (en) en juin 1971, Bedtime Story (chanson de Tammy Wynette) (en) en novembre 1971, My Man (Understands) (en) en août 1972, 'Til I Get It Right (en) en décembre 1972, Kids Say the Darndest Things (chanson) (en) en mars 1973, Another Lonely Song (en) en décembre 1973. Trois de ces chansons sont chantées en duo avec George Jones : My Man, 'Til I Get It Right, Kids Say the Darndest Things. À ces singles il faut ajouter deux albums Inspiration (album de Tammy Wynette) (en) édité en mars 1969 consacré à des gospels et Christmas with Tammy (en) en novembre 1970,,.

#### George Jones et son alcoolisme
À partir de 1969, Tammy Wynette et George Jones entreprennent des séries de concerts. Ceux-ci commencent par George Jones puis au bout de quelques chansons, il présente Tammy Wynette. Ces concerts sont régulièrement émaillés d'incidents liés à l’alcoolisme de George Jones où soit ce dernier se présente saoul, soit se dérobe au concert laissant Tammy Wynette se débrouiller, absence qui peut durer plusieurs jours. Quand il revient c'est toujours avec une humeur maussade et ne s'excusant jamais, Tammy Wynette ne sait que penser. Quand en mars 1969, ils se reposent chez des amis Cliff et Maxine Hyder, cette dernière découvre que si Tammy Wynette est d'une grande générosité en revanche George Jones peut se montrer particulièrement perfide envers Tammy.
Le 5 mai 1971, Tammy Wynette et George Jones sont invités à se produire pendant deux semaines au Landmark (hotel and casino) (en) de Las Vegas, où les plus grands ont chanté comme Frank Sinatra, Elvis Presley, Barbra Streisand. George Jones disparaît, prétextant qu'il aurait une peur bleue vis à vis d'un public pour qui la musique country est de la musique pour hillbillies (« bouseux »). Il part jouer au blackjack dans le casino et s’enivrer, laissant une fois de plus Tammy se débrouiller face au public et aux producteurs,,.

#### Une opération aux conséquences funestes
Le 5 octobre 1970, Tammy Wynette donne naissance à leur enfant unique Tamala Georgette. Le même mois, peu après son accouchement, Tammy Wynette est hospitalisée pour une appendicectomie. L'opération s'est mal passée, à l’appendicectomie se rajoute une hystérectomie. Tammy Wynette souffre d'adhérences douloureuses récurrentes qui durent jusqu'à la fin de sa vie. Pour supporter les douleurs, elle commence à prendre du Valium et des pilules de Méprobamate sous la marque commerciale Miltown,,,.

#### Le chemin du divorce (1974-1975)
L'alcoolisme et les disparitions à répétition de George Jones rendent folle Tammy Wynette. George Jones disparaît en 1974 en Alabama avec un couple d'amis les Montgomery. Cette énième escapade dépasse la ligne du supportable, en plus Tammy soupçonne son mari d'avoir des vues sur la chanteuse Charlene Montgomery et engage un détective privé qui confirme ses doutes,.
Dès le 1er août 1973, après une escapade de six semaines de beuveries, Tammy consulte son avocat pour commencer une procédure de divorce afin de provoquer un choc et ramener George Jones à la raison. Quand il reçoit les documents de demande de divorce, George Jones entre dans une rage folle et s’alcoolise à plus soif, la police intervient et l'arrête pour ivresse publique,,.
Tammy Wynette pour qui l'alcoolisme est la ligne rouge à ne pas franchir, elle chasse George Jones du domicile conjugal et le 8 janvier 1975, elle accélère la procédure du divorce qui est prononcé le 12 mars 1975. George Jones est condamné à verser une pension mensuelle de 1 000 $ pour l'éducation de leur fille. George Jones retourne à Nashville faire la tournée des bars et s’enivrer,.

#### Rebondir (1975-1978)

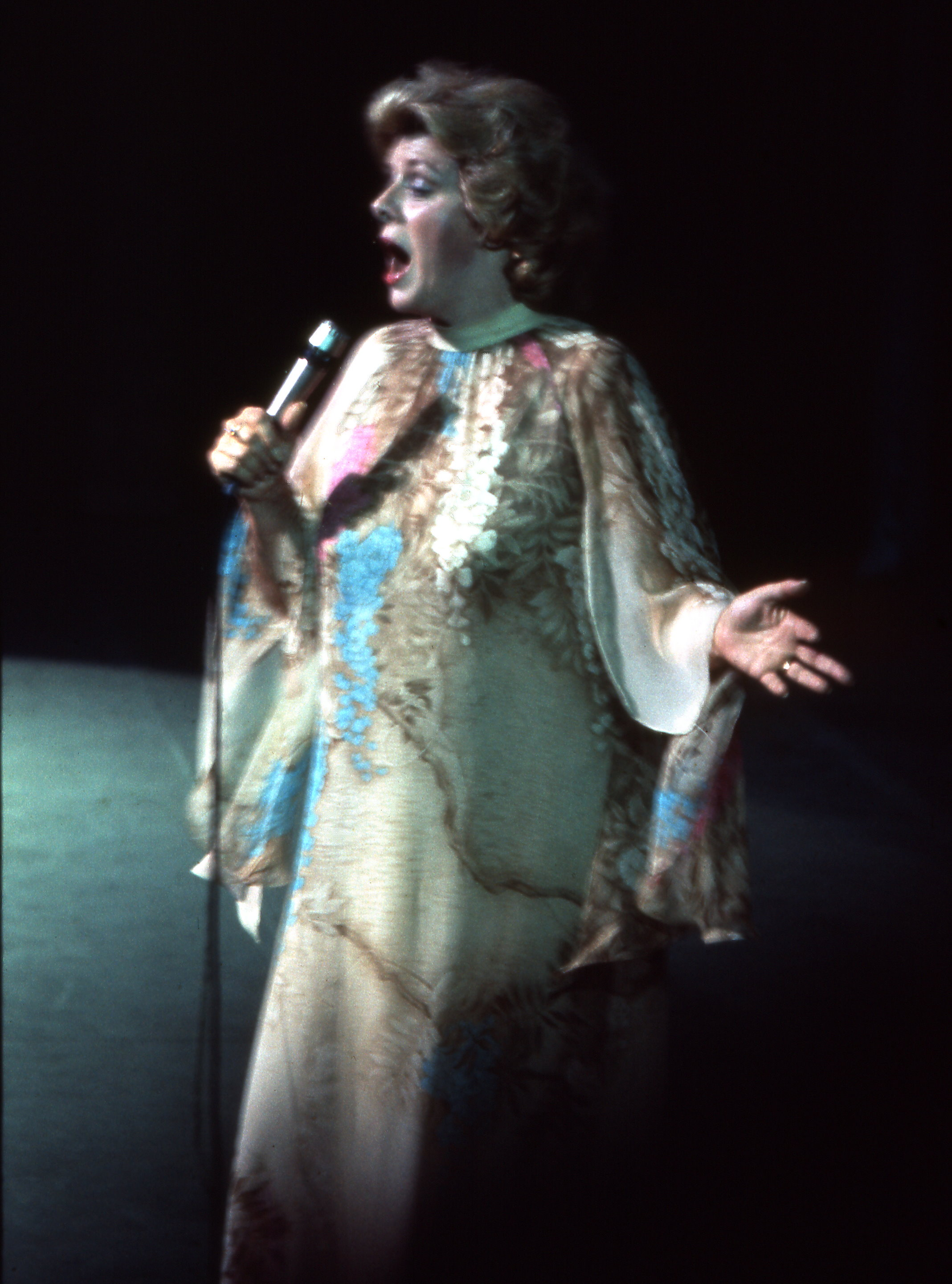
photographie de Rosemary Clooney prise lors d'un concert en 1977.

Malgré leur divorce, Tammy et George continuent des enregistrements et des concerts en duo. Collaboration plus ou moins difficile par la présence de Charlene Montgomery dans le convoi des tournées ou dans les studio lors des sessions d’enregistrement.

##### Renouveler le style
Tammy Wynette est en quête d'un nouveau style. Son staff de compositeurs et paroliers, Billy Sherrill, Glen Sutton et Norro Wilson (en) lui font écouter Nat King Cole, Rosemary Clooney, The Four Freshmen, qui chacun ont un style vocal de nonchalance proche du sien. L'influence du jazz, est présent dans sa chanson Another Lonely Song et Woman to Woman enregistrées en 1974 au style jazzy et bluesy.

##### Première rencontre avec George Richey
Le 15 décembre 1975, Tammy Wynette enregistre 'Til I Can Make It on My Own (en), une chanson co-écrite par elle-même, Billy Sherrill et le pianiste de gospel George Richey (en). 'Til I Can Make It on My Own est classée numéro 1 des ventes de musique country par la presse spécialisée pendant une semaine et y reste onze semaine dans la liste des meilleures ventes de chanson de musique country,.

##### Aventures amoureuses

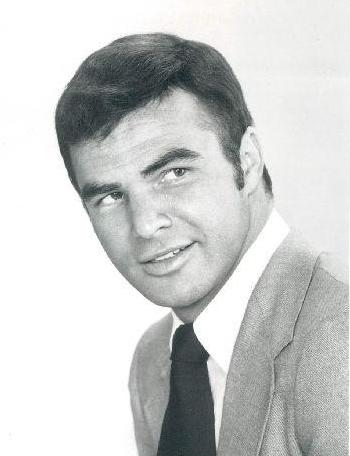
Photographie de Burt Reynolds prise en 1970.

Entre 1975 et 1978, à l'instar de George Jones, Tammy Wynette multiplie les aventures amoureuses. Parmi ses amants les plus connus, il y a les chanteurs Johnny Rodriguez (chanteur) (en) et Rudy Gatlin des The Gatlin Brothers (en), l'acteur Burt Reynolds, Tommy Neville des New England Patriots et Mike Tomlin le coach de football américain. C'est toujours elle qui a l'initiative, quand elle veut prendre pour amant tel ou tel homme, elle le fait qu'il soit marié ou non.
Pendant cette période elle enregistre, entre autres, One of a Kind (Tammy Wynette song) (en) et (Let's Get Together) One Last Time (en), ces deux titres se hissent en haut des ventes. La chanteuse Lorrie Morgan dit à Tammy Wynette « Si tu es une championne pour ton business, en dehors, tu es une vraie putain »,,.

##### Une période mouvementée
En dehors de ses multiples aventures amoureuses, la vie de Tammy Wynette est marquée par divers événements, cambriolages, intrusion d'étrangers qui viennent écrire des graffiti sur les murs de sa résidence, jets de pierres contre ses vitres, incendie, tentative d'enlèvements. Les enquêteurs de la police n'ont pu ni arrêter les auteurs de ces crimes ni connaitre les motivations précises de ceux-ci. Un des mobiles possibles serait sa conduite avec les hommes et certains prétendent que c'est elle-même qui aurait organisé ces incidents.

##### Quatrièmes noces
Durant l'année 1976, Tammy Wynette fait la connaissance d'un promoteur immobilier, Michael Tomlin. Ce dernier est un parvenu, se faisant remarquer en buvant ostensiblement du Dom Pérignon, se déplaçant en Mercedes et jet privé, etc. Quand il se lance dans la conquête de Tammy Wynette, elle se laisse séduire par ses manières de « prince charmant » malgré les avertissements de ses amis. Elle l'épouse le 18 juillet 1976. La cérémonie a lieu dans la résidence de Tammy Wynette en présence de ses amis. Le lendemain de leur mariage, ils partent pour Washington où ils sont invités par le président Gerald Ford, Tammy Wynette doit se produire à la Maison Blanche devant un parterre de dignitaires étrangers. Puis le couple s'envole pour Hawaï passer leur lune de miel. Le séjour est écourté, Tammy Wynette souffre d'une inflammation de la vésicule biliaire, ils doivent retourner à Nashville pour qu'elle se fasse hospitaliser. Durant son séjour à l'hôpital, Tammy Wynette constate que la conduite de Michael Tomlin est plus que navrante, notamment vis-à-vis de ses filles et quand il tente de lui extorquer 8 000 $ pour payer les frais d’hospitalisation alors que son assurance maladie prenait en charge la totalité des frais. Au bout de six semaines de vie commune, elle prend conscience que son mariage est une épouvantable bévue, qu'il en voulait uniquement à son argent. Michael Tomlin veut un divorce qui, selon lui, lui serait financièrement favorable, alors que Tammy Wynette veut une annulation de leur mariage. S'engage alors des tractations, Michael Tomlin accepte un don de 15 000 $ pour qu'il s'en aille et accepte la procédure d'annulation pour laquelle le consentement des deux parties est nécessaires,,,.

##### Conséquences et aggravation de son état de santé
Depuis son hystérectomie de 1970, Tammy Wynette souffre de problèmes chroniques : douleurs de l'estomac, de troubles hépatiques, d'adhérences intestinales,, qui font des ravages sur son appareil digestif. Pour calmer ses douleurs, elle prend régulièrement du Demerol, un analgésique de la famille des opioïdes. Certes, ce médicament est efficace en tant qu'anti-douleur, mais il entraîne une addiction plus grande que celles générées par la prise de cocaïne ou de morphine. Tammy Wynette en prend même en dehors de toute douleur. Ayant en horreur l’alcoolisme, elle justifie son addiction par le fait que le Demerol est prescrit par son médecin. Les médecins voulant l'estime des personnalités se montrent complaisants envers elles. Son accoutumance fait qu'elle a besoin d'augmenter les doses, multipliant les prises quotidiennes. Son entourage garde le secret, en même temps plusieurs d'entre eux se chargent de trouver une pharmacie ouverte lorsque Tammy Wynette exprime son manque. C'est dans cette période chaotique faite de solitude et de troubles de sa santé, la rendant vulnérable que George Richey entre dans sa vie,,.

#### George Richey et déclin commercial (1978-1984)

##### Un portrait controversé

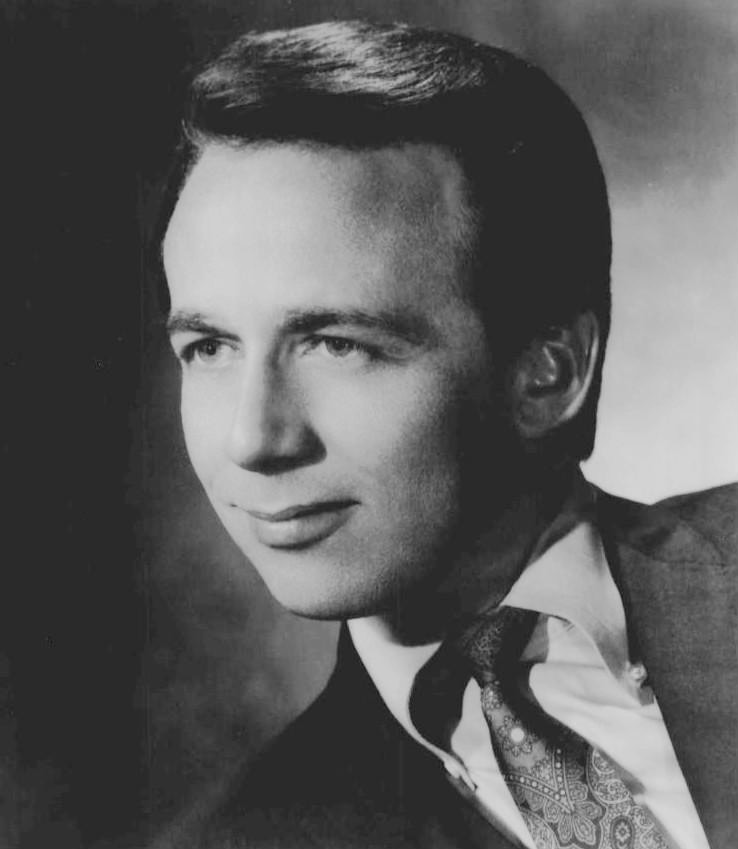
Photographie de George Richey prise en 1967.

George Richey croise Tammy Wynette en 1977 dans le studio où elle enregistre des chansons. Sa présence n'est nullement motivé par la présence de Tammy Wynette mais pour annoncer à la direction du studio son divorce entre lui et Sheila Hall.
Auparavant George Richey commence sa carrière de producteur de musique pour Capitol Records puis United Artists Records. Il s'installe à Nashville où il épouse Sheila Hal en 1974. Un an après leur mariage Sheila Hal entame une procédure de divorce. Selon certaines allégations, George Richey aurait fait preuve de maltraitances, de violences envers Sheila Hal. Faits qui n'ont jamais pu être établis lors du procès de divorce.

##### L'emprise de George Richey sur Tammy Wynette
Dès 1978, George Richey joue un rôle important dans la vie de Tammy Wynette en tant que producteur et arrangeur de ses chansons et ponctuellement en tant que pianiste. Alors que Tammy Wynette traverse une période difficile citée plus haut, il joue un rôle de protecteur, rôle dont celle-ci a besoin. Selon le témoignage de Cathy Leshay un amie intime de Tammy Wynette, c'est durant la fin de l'année 1978 que Tammy Wynette et lui envisage de se marier, il lui aurait téléphonée en disant « Cathy, Tammy et moi vous apprécions mais nous sommes tombés amoureux et nous désirons passer le reste de notre vie ensemble », sous entendant que sa présence auprès de Tammy n'était plus nécessaire. Nan Crafton la coiffeuse de longue date de Tammy Wynette est également écartée. Peu à peu, George Richey fait le vide autour de Tammy Wynette et remplace ses anciennes amies et collaboratrices par des personnes qui lui sont proches. George Richey fait venir les membres de sa famille et certains d'entre eux sont des salariés de Tammy Wynette.

##### Le renforcement de l'addiction de Tammy Wynette

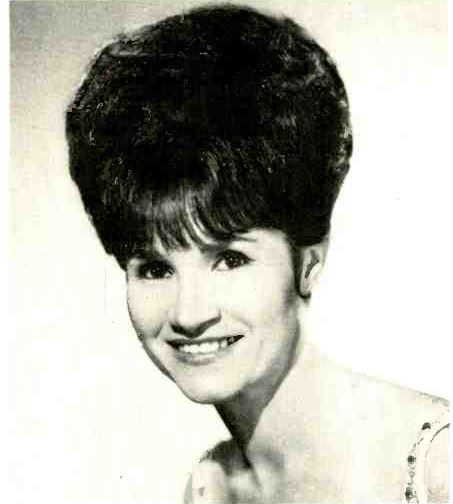
Photographie de Jan Howard prise en 1968

Nan Crafton et Jan Howard (en) informent George Richey de la dépendance de Tammy Wynette au Demerol, et qu'il puisse l'aider. Elle viennent même lui présenter ce qu'écrit le Physicians' Desk Reference (en), au sujet du Demerol. Il en a cure et retourne Tammy Wynette contre ses amies. Nan Crafton est horrifiée quand elle apprend que George Richey fait lui-même des piqûres de Demerol à Tammy Wynette.

##### Une cérémonie en petit comité
Tammy Wynette et George Richey se marient le 6 juillet 1978 sur la plage de la ville de Jupiter dans l'État de la Floride. Visiblement Tammy Wynette est sous l'emprise du Demerol. La cérémonie est célébrée par le révérend C.R. Richardson, le père de George Richey, celle-ci se fait en petit comité avec la présence de quelques photographes. Les badauds et curieux sont tenus à distance par les policiers de la ville de Jupiter. Au grand étonnement de ces derniers, aucune personnalité participe à la cérémonie, à ce sujet le chef de la police locale déclare « Imaginez mon étonnement et mon désarroi, aucune vedette ne s'est présentée... Il n'y avait personne à protéger ! ? »,.

##### Gérer les finances de Tammy Wynette
Pendant que George Richey se présente à la presse comme le protecteur et le défenseur de Tammy Wynette, il écarte celle-ci de la gestion de ses finances comme il l'a écartée de ses amis. Il fait main basse sur les comptes bancaires, les livres de comptabilité et tout document touchant les revenus, les avoirs de Tammy Wynette. Cette dernière sombre de plus en plus dans la solitude et la drogue.

##### Un enlèvement?

###### Le récit de Tammy Wynette
Le 4 octobre 1978, Tammy Wynette décide de faire du shopping pour sa fille Georgette. Elle s'arrête au centre commercial, le Mall at Green Hills, et cherche une joaillerie pour nettoyer des bijoux. Cela fait, elle retourne sur le parking rejoindre sa Cadillac qu'elle a omis de verrouiller, et là, selon le récit de Tammy Wynette, un homme masqué et armé d'un pistolet, installé à l'arrière du véhicule, lui dit de prendre la route en suivant ses instructions. Ils roulent sur autoroute inter-États, l'Interstate 65, pendant un heure puis ils sortent de l’autoroute et s'arrêtent dans les environs de la ville de Pulaski, au nord de la frontière de l'Alabama. Pour une raison inconnue son ravisseur lui demande sortir et lui assène un coup de poing qui la laisse groggy. Elle le voit rejoindre une Ford Country Squire avec un complice à bord et prend la fuite. Peu de temps après un fermier, Bobby Young, qui passait par là vient à son secours, Tammy Wynette tombe dans ses bras en disant « j'ai besoin d'aide » et s'évanouit. Bobby Young, la ramène à sa ferme, l'allonge sur un canapé, lui et sa mère, Junette Young, soignent les ecchymoses laissées par le coup de poing de son ravisseur. Tammy Wynette leur dit « Il a voulu me tuer, il a voulu me tuer ! ». Les Young téléphonent au bureau du shérif du comté de Giles qui leur dépêche deux adjoints, arrivés sur place, ils conduisent Tammy Wynette à l'hôpital le plus proche. Rapidement la presse est avertie de l'incident, ainsi le Chicago Tribune annonce que Tammy Wynette est admise aux urgences pour recevoir des soins pour des coupures et des ecchymoses. George Richey la rejoint.

###### L'enquête

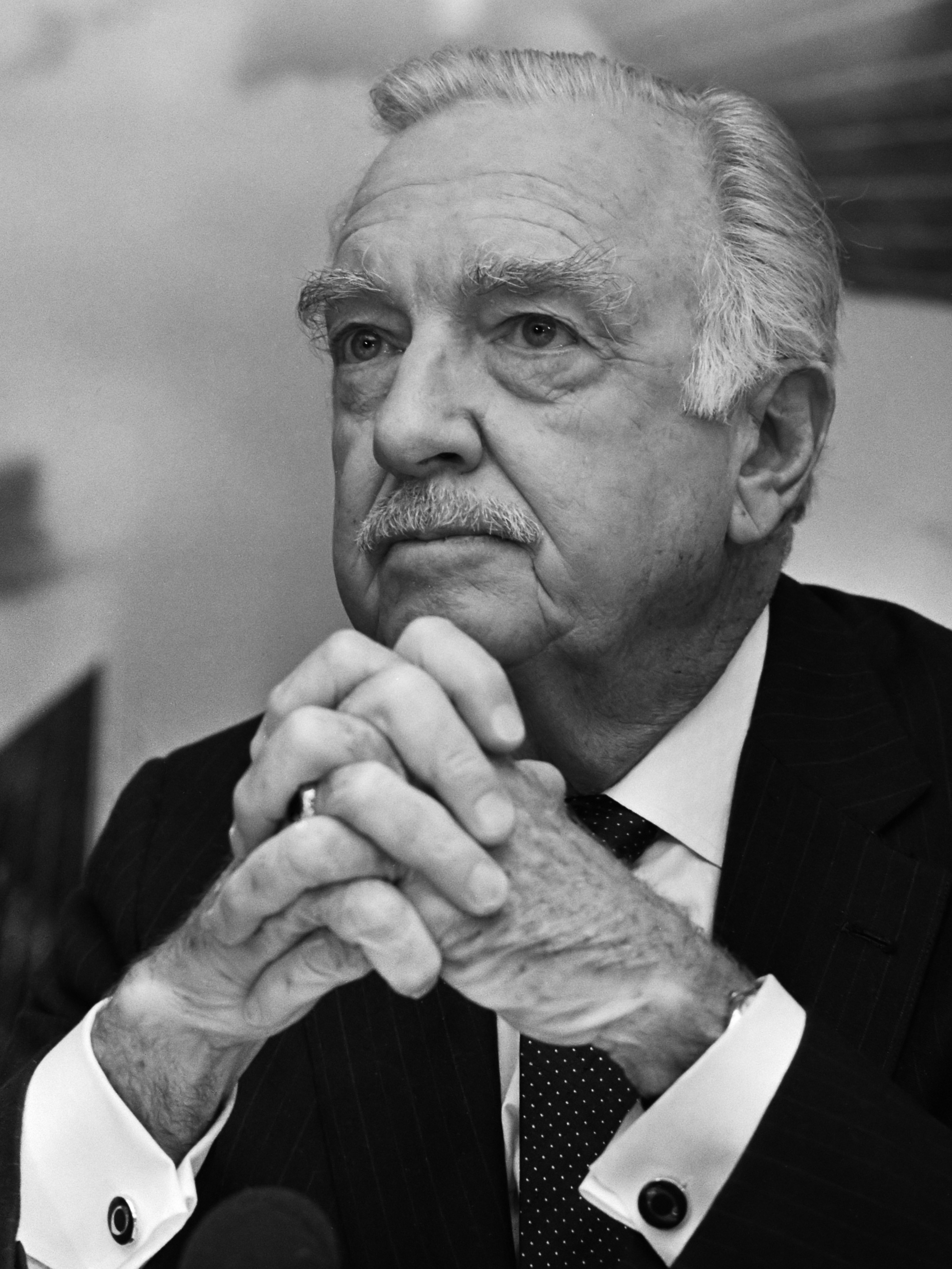
Photographie de Walter Cronkite prise en 1985.

Des questions se posent quant à cet enlèvement, Tammy Wynette n'été ni tuée, ni violée, ni volée. Un enlèvement, en général, n'est-il pas suivi d'une séquestration avec une demande de rançon ? Pourquoi Tammy Wynette n'a-t-elle pas verrouillé son véhicule comme à son habitude ? Pourquoi le ravisseur a-t-il utilisé la Cadillac jaune flashy, bien reconnaissable plutôt qu'un autre véhicule? 
C'est dans ce cadre de questions sans réponse que Jerry Eurbanks, un agent du Tennessee Bureau of Investigation (en), commence l'enquête. Dans un premier temps, il se rend au chevet de Tammy Wynette à l'hôpital, les réponses étant insatisfaisantes, deux jours plus tard, il reprend la déposition de Tammy Wynette à son domicile. D'après lui, cette dernière semble complètement se désintéresser de l'enquête au sujet de son enlèvement, elle est plutôt intéressée à ce que peut en dire la presse. Elle s'entretient longuement avec le journaliste Walter Cronkite de CBS News,. Au sujet de cette situation Jerry Eurbanks, déclare avec humour « Aux yeux de Tammy Wynette c'était comme si je n'étais pas là, je suis parti, elle était tellement affairée avec Walter Cronkite que je n'avais aucune chance ! ».

###### Les hypothèses
Pour expliquer cet enlèvement, la police formule plusieurs hypothèses. La première consiste à prétendre que George Jones aurait organisé l'enlèvement, mais il a un alibi, au moment des faits, il était chez lui à Florence. Mais il aurait pu engager des personnes pour le faire. Le motif est assez faible, ce serait une mesure de rétorsion envers la pension qu'il doit verser pour l'éducation de leur fille Georgette. Hypothèse vite rejetée car George Jones aime trop sa fille pour se dérober à ses obligations. Le seconde hypothèse explicative serait que Tammy Wynette aurait elle-même organisé cet enlèvement pour relancer une carrière en perte de vitesse. Une variante, consiste à dire que c'est George Richey l'auteur de cet enlèvement, pour attirer l'attention des médias et du public. Une dernière hypothèse est que Tammy Wynette aurait organisé ce pseudo enlèvement pour innocenter son époux des horions qu'il lui aurait infligé son époux. Les soupçons des violences conjugales pour expliquer les faits par les chanteuses Minnie Pearl et Diane Jordan. Comme Tammy Wynette a refusé de soumettre au détecteur de mensonge, et s'est désintéressée de l'enquête, les policiers ont conclu qu'il s'agissait d'une supercherie. Ce à quoi Tammy Wynnette rétorque que la police a fait preuve d'incompétence et qu'ils ont fait d'elle une suspecte alors qu'elle est une victime. Comme pour les cas d'enlèvement, le Federal Bureau of Investigation a fait son enquête et rend ses conclusions le 18 novembre 1978, dans celles-ci, il est écrit « Les comptes rendus de la police sont contradictoires, voire des déformations des faits, avec des possibles intentions de déguiser, déformer les dépositions originales. D'où, il est impossible de conclure si Tammy Wynette a ou non mis la main sur les contenus de ces documents ». Dans une interview donnée au magazine Pentouse datant de 1980, Tammy Wynnette affirme que la police savait que tout était planifié. En 1984, lors d'une conférence de presse elle revient sur l'événement, elle affirme qu'elle a reçu la lettre d'un détenu qui déclare que son compagnon de cellule lui a avoué qu'il était l'auteur de l'enlèvement, pour corroborer cette confession elle dit « il a donné des informations qui n'ont jamais été publiques ». Même après sa mort les rumeurs vont bon train. En 2000, sa fille Jackie Daly écrit dans son livre Tammy Wynette: A Daughter Recalls Her Mother's Tragic Life and Death, qu'accompagnée par Jan Smith, la coiffeuse de Tammy Wynette, elle a trouvé sa mère assise sur une valise dans l'allée menant à sa résidence en train de fumer cigarette sur cigarette, en lui avouant qu'il n'y a jamais eu d'enlèvement, qu'en fait elle voulait fuir la brutalité de George Richey et seule une poignée d'intimes étaient au courant. Quand George Richey lit le livre de sa belle-fille, Jackie Daly, il dément, niant toute participation à l’événement. La vérité, pour l'instant, n'a jamais pu être établie de façon formelle,.

##### Tammy Wynette sombre dans la drogue

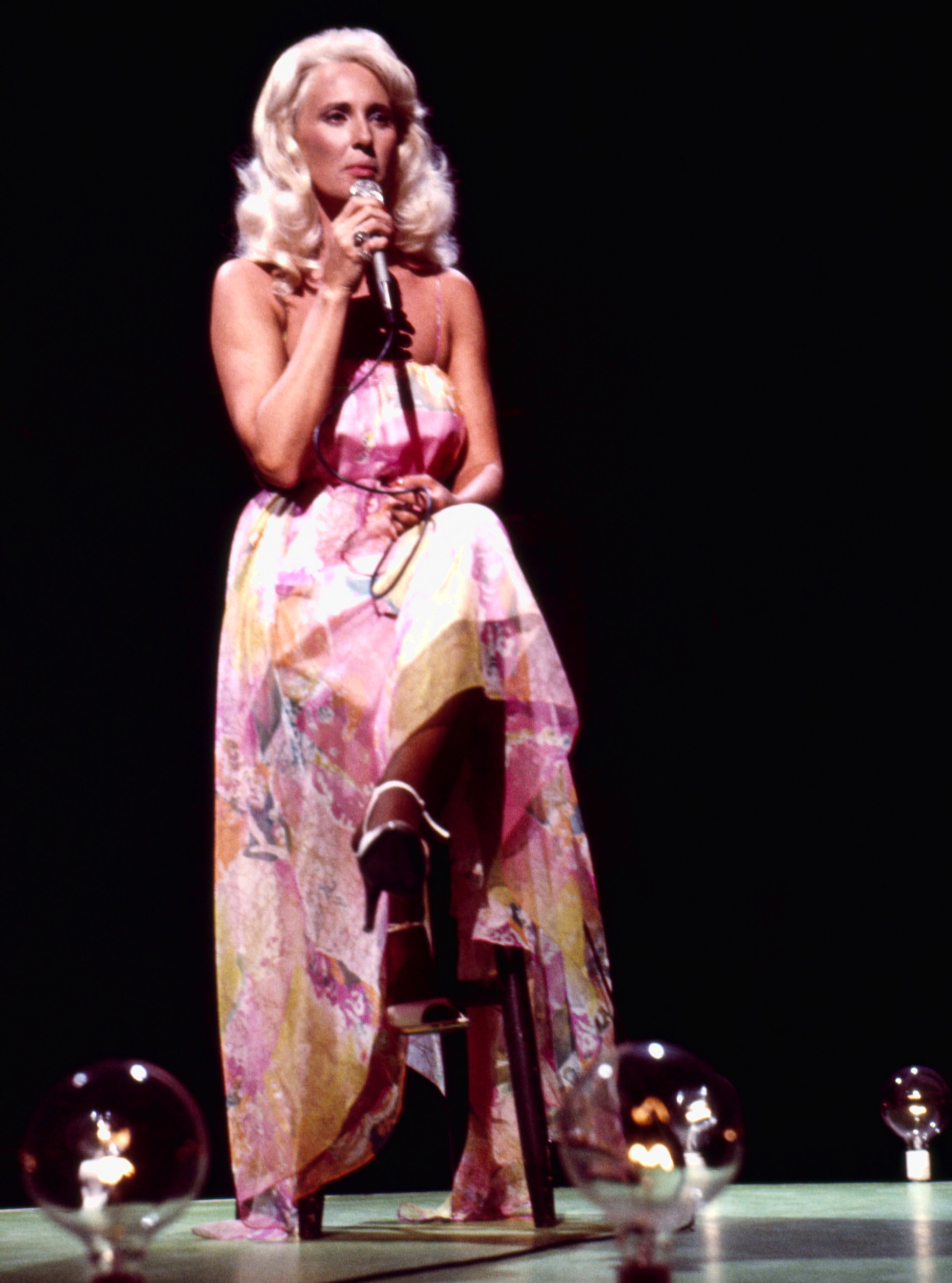
Photographie de Tammy Wynette prise en 1977.

Selon Holly Ford, un ami d'enfance de Tammy Wynette, celle-ci lui aurait confié que son mariage avec George Richey est « purement professionnel », assertion confirmée par son amie Agnes Wilson à qui Tammy Wynette confie « nous ne sommes pas heureux ensemble, nous ne sommes pas amoureux, certes nous passons beaucoup de temps ensemble, mais nous ne sommes pas amoureux l'un de l'autre ». Se sentant de plus en plus seule, Tammy Wynette prend de plus en plus des drogues et c'est George Richey qui se charge de trouver les médecins suffisamment complaisants pour rédiger les ordonnances nécessaires et c'est lui qui se rend dans les pharmacies pour acheter les drogues.
Quand Tammy Wynette se rend aux funérailles de son grand-père au début des années 1980, sa cousine Jane Williams, une infirmière hospitalière, prend la mesure de la dégradation de l'état de santé de Tammy Wynette, cette dernière souffre d'une occlusion intestinale accompagnée de douleurs atroces. Tammy Wynette est hospitalisée pour une opération chirurgicale, Jane Williams participe à l'opération qui dure deux heures et découvre l’ampleur des dégâts et comprend la dépendance de sa cousine aux drogues analgésiques. Elle fait part de ses inquiétudes à George Richey qui lui répond « Je suis bien d'accord avec vous, mais je n'ai aucune intention de faire quoique ce soit en la matière ».
Non seulement Tammy Wynnette va de plus en plus mal et prend plus ou moins conscience de son état, mais quand elle interroge George Richey « suis-je une toxicomane ? », il lui répond « mais non tu n'es pas une toxicomane ! », empêchant par cela toute démarche de réhabilitation.

##### La main de fer de George Richey
George Richey gère tous les aspects de la carrière de son épouse, rien ne lui échappe. Dans l'équipe des tournées, la bonne humeur disparaît pour céder l'impression de conduire un mausolée, nul ne dit un mot plus haut que l'autre devant George Richey, craignant ses réactions. Il gère de façon stricte l'emploi du temps de Tammy Wynette, supervise les arrangements musicaux, voire les compose et les dirige lui-même. Une tournée de concerts devient semblable à une opération militaire, chacun des membres de l'équipe est doté d'un talkie-walkie, afin que George Richey puisse les joindre à tout moments. Selon l'un de ces membres, Steve Hoker « Ces talkies-walkies étant comme une laisse... Et que Dieu vous vienne en aide si vous ne répondiez pas à ses appels parce que personne ne pouvait vous engueuler comme Richey ». En même temps, il satisfait les moindres caprices de Tammy Wynette, le mot d'ordre adressé aux gardes du corps de Tammy Wynette est « Quand vous vous approchez d'elle, rien d'autre qu'elle existe ! Ne la critiquez jamais, elle a besoin qu'on la valorise et qu'on l'aime et vous devez faire en sorte de lui donner cela. ». D'après des proches de Tammy Wynette, George Richey contrôle la vie de Tammy Wynette parce qu'il sait que sans elle, il ne serait rien aussi la tient-il sous sa coupe.
Les deux personnes proches de Tammy Wynette à tenir tête à George Richey, sont Nan Crafton et Jan Howard, cette dernière n'hésitant à le traiter de « fils de pute », car elle ne supporte pas qu'il contrôle les moindres faits et gestes de Tammy Wynette.

##### La séparation d'avec Billy Sherill

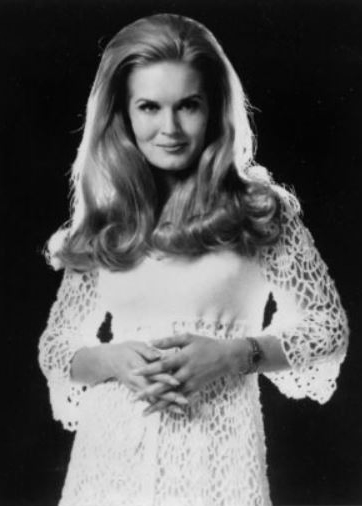
Photo de Lynn Anderson prise en 1970

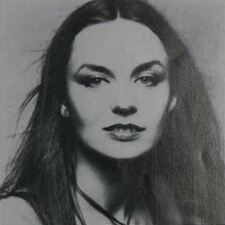
Photographie de Crystal Gayle prise en 1970

En 1980, Tammy Wynette commet selon Jimmy McDonough « la plus grosse boulette de sa vie » en se séparant de Billy Sherill. Alors que ce dernier, entre autres, a récemment produit pour elle en cette même année, deux singles He Was There (When I Needed You) (en) et Starting Over (chanson par Tammy Wynette) (en) l'un comme l'autre classés en 17éme place des chansons country et l'album Only Lonely Sometimes (en). C'est la fin de 14 années de collaboration. le motif de la séparation est selon Tammy Wynette le besoin de changer de matériel sonore, mais il semblerait que Billy Sherill ne pouvait plus supporter George Richey, qu'il ne voulait plus avoir affaire à lui. Billy Sherill se tourne alors vers les nouvelles chanteuses de musique country auxquelles Temmy Wynette a ouvert les portes, Jessi Colter, Barbara Fairchild (chanteuse) (en), Lynn Anderson, Barbara Mandrell, Crystal Gayle, Billie Jo Spears (en), Sammi Smith (en) et autres.

##### Le renouveau de la musique country

###### La venue de Jimmy Bowen

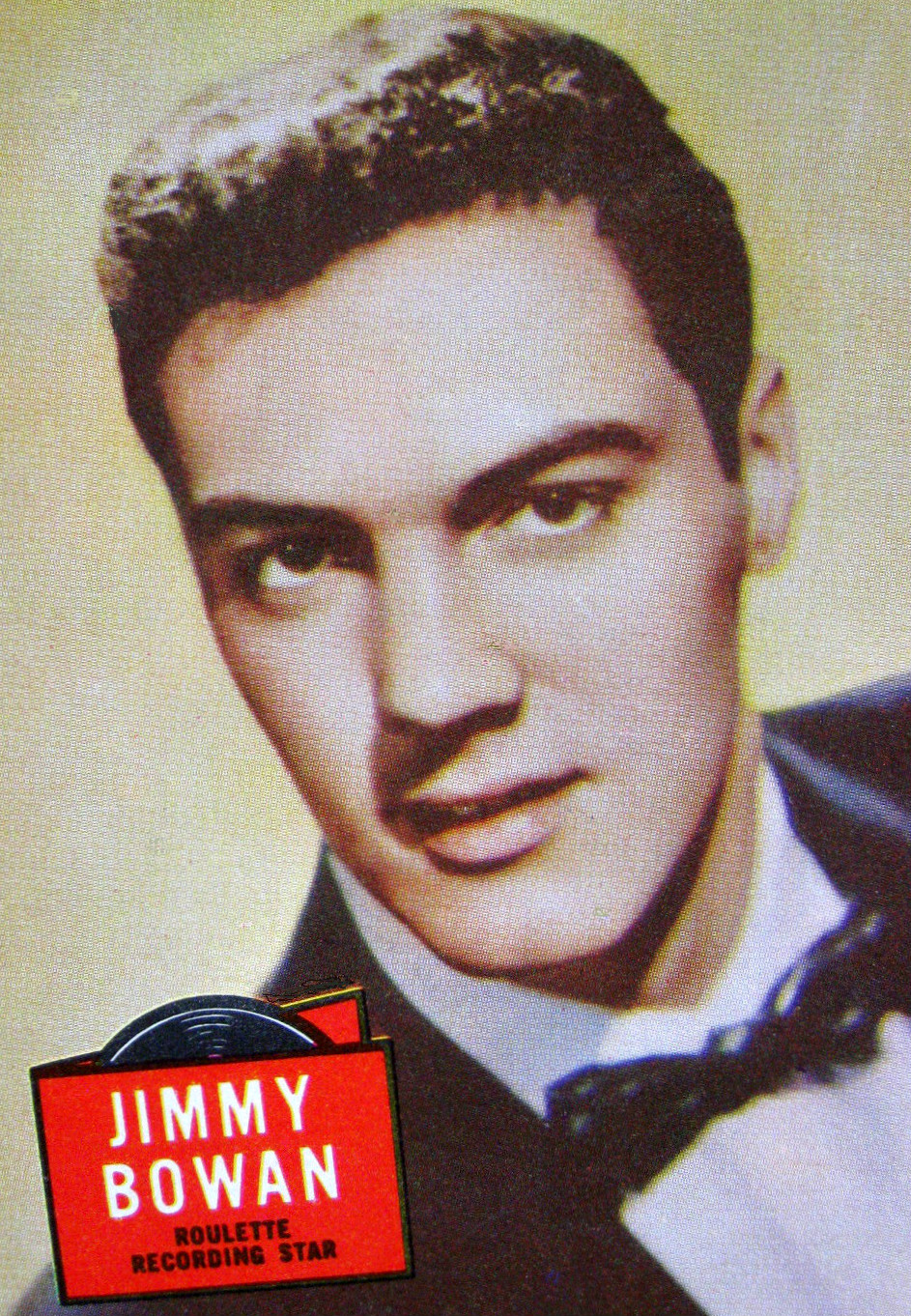
Portait de Jimmy Bowen réalisé en 1957

La musique country doit renouveler son style selon l'air du temps. En 1977, Jimmy Bowen (en), le producteur de Frank Sinatra, Dean Martin et Sammy Davis, Jr. quitte Los Angeles pour Nashville, pour secouer les choses et dire « Ce qui est mauvais pour Nashville ». Dans sa ligne de mire il y a Billy Sherill qui représente pour lui la figure de la vieille garde de la musique country. Il impose les gimmicks et autres arrangements des ingénieurs du son en partant du principe que selon lui, le son est plus important que la chanson. Billy Sherill est révulsé, comme les autres auteurs de la musique country. Les arrangements de Jimmy Bowen prennent du temps et par conséquent augmentent le prix des disques, par exemple la production d'un album de Mel Tillis (en) qui auparavant coûtait 15 000 $ passe à un coût de 36 000 $, mais se vend trois fois plus. Ce qui fait dire à Jimmy Bowen « Si vous consacrez plus d'argent pour un disque, vous faites une meilleure musique, vous vendez plus d'albums et vous vous faites plus d'argent ». Grâce aux arrangements de Jimmy Bowen, des vedettes de la musique country tels que George Strait, Hank Williams connaissent un succès jamais égalé. La nouvelle économie du disque de Jim Bowen s'impose à Nashville.

###### Dégradation de l'état de santé de George Jones
Billy Sherill se met au nouveau style de Jimmy Bowen et de fait, George Jones publie ses meilleurs albums, en termes de vente.
Mais peu de temps après, Georges Jones sombre dans la drogue par la consommation de cocaïne. Il devient irascible, se met en rage pour des riens, entre dans des délires paranoïde, sabote des séances d'enregistrement, des concerts, etc. Plusieurs de ses proches disent qu'il a perdu l'esprit. En décembre 1979, la dégradation de son état de santé nécessite une hospitalisation au Hillcrest Hospital de Birmingham dans l'État de l'Alabama.

##### Les retrouvailles de George Jones et Tammy Wynette

###### Le rebond de George Jones
Quand Tammy Wynette apprend l'hospitalisation de George Jones, elle téléphone à son agent artistique « Si George a besoin d'aide, n’hésitez pas à faire appel à moi, je serais toujours prête à lui venir en aide ».

###### Premiers duos
Les premiers duos ont lieu au Grand Ole Opry. Le premier enregistrement de leur duo est Two Story House (chanson) (en) qui est classé en deuxième position des ventes de musique country par la presse spécialisé. Le sommet de leurs duos est atteint par un concert organisé par HBO et donné au Wembley Stadium de Londres, concert qui entre dans la mythologie du couple Tammy Wynette / George Jones. Leurs succès permettent à George Jones de sortir de la ruine financière. Avec ces deux événements, la collaboration entre les deux chanteurs cesse, pour reprendre dans les années 1990.

##### Une remontée difficile

###### Dérive

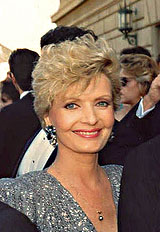
Photographie de Florence Henderson prise en 1989.

Le 22 juin 1981, Tammy Wynette publie l'album You Brought Me Back (en) produit par Chips Moman, originaire de Memphis qui a commencé sa carrière de producteur chez Stax Records, où il a produit des succès pour Elvis Presley, Willie Nelson, Johnny Cash, Jerry Lee Lewis, Waylon Jennings, album qui se hisse au dix meilleures ventes de musique country. Cet album est suivi en 1982 par la sortie de Soft Touch (album de Tammy Wynette) (en) produit par George Richey et Another Chance (chanson de Tammy Wynette) (en) qui lui aussi fait partie des dix meilleures ventes de musique country. À côté de ces succès, la plupart de ses chansons produites par George Richey sont réputées comme mièvres, de plus il est méprisé par les professionnels de Nashville. La carrière de Tammy Wynette est à la dérive.

###### Télévision
Pour retourner sur le devant de la scène Tammy Wynette se produit sur diverses émissions télévisées, comme celle animée par Florence Henderson consacrée à la cuisine où elle vend des recettes de cuisines.

###### Un nouveau look et retour sur le devant de la scène

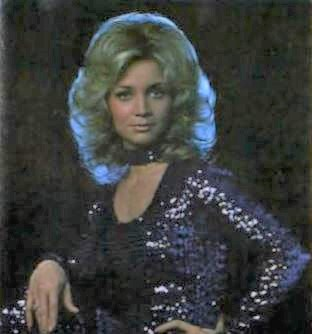
Photographie de Barbara Mandrell prise en 1977

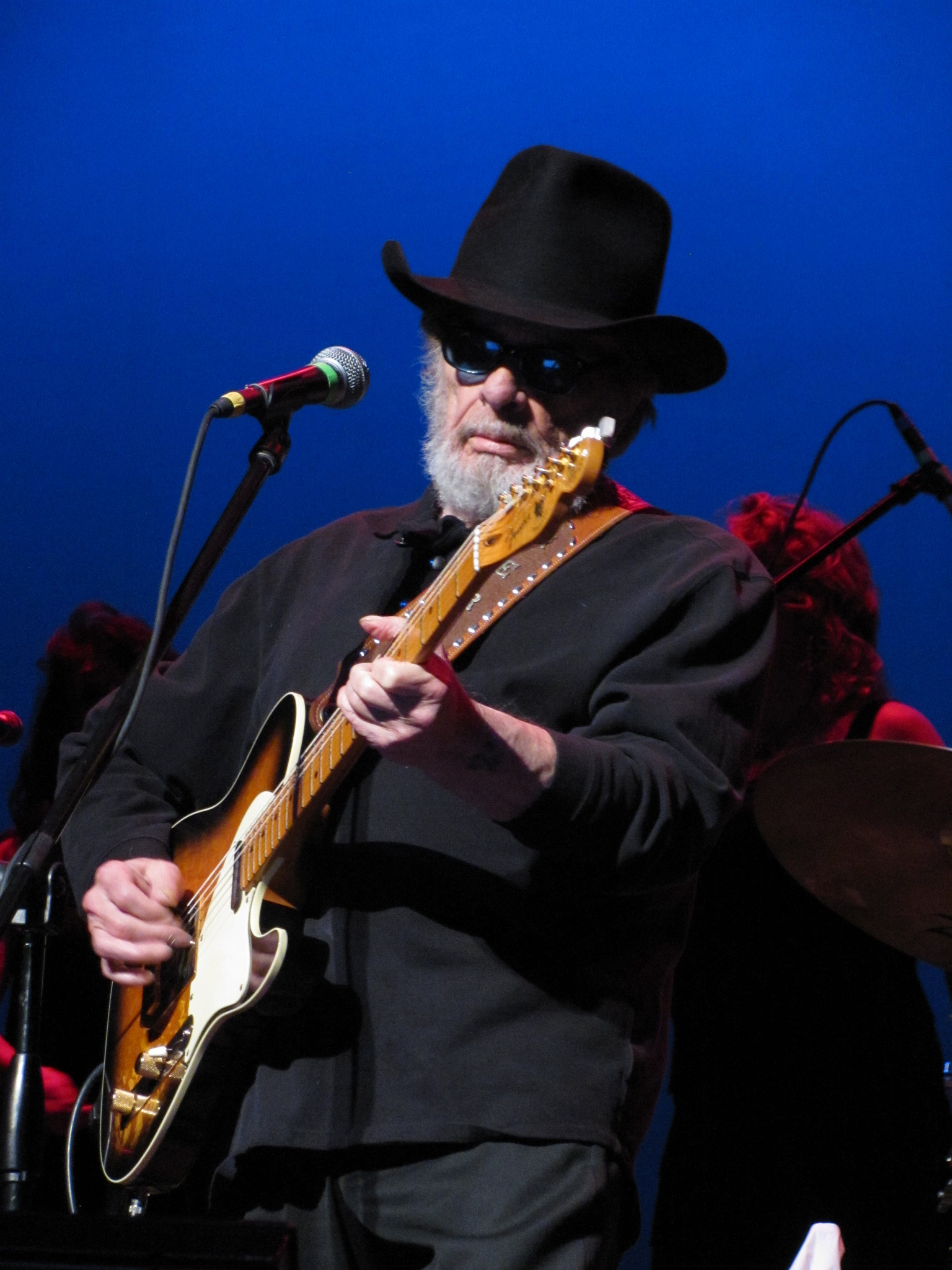
Photographie de Merle Haggard prise lors d'un concert en 2013.

En avril 1983, Tammy Wynette embauche Stan Moress qui œuvre pour le label Scotti Brothers Records (en) et a été l'agent artistique de plusieurs chanteurs devenus célèbres comme Leif Garett, Susan Anton (en), Gloria Estefan, Eddie Rabbitt (en). Il commence par travailler sur l'apparence et le style vestimentaire de Tammy Wynette. Il lui suggère de prendre pour référence le style de la chanteuse Barbara Mandrell, en commençant par couper ses cheveux ce qui suscite de vive protestations de la part de Tammy Wynette. Puis il fait appel au styliste Jeff Billings pour le choix de la garde robe. Quand Tammy Wynette et Jeff Billings se rencontrent, immédiatement ils s'entendent. Lors d'un essayage, il lui dit qu'elle ressemble au personnage Felicia Gallant (en) du soap opera Another World joué par l'actrice Linda Dano (en), il se trouve que Tammy Wynette est une fan d'Another World et plus particulièrement du personnage de Felicia Gallant, ce qui lui fait accepter sa nouvelle coupe de cheveux. Le nouveau style de Tammy Wynette est jugé classique et glamour par les photographes et sert pour la couverture de son prochain album Sometimes When We Touch (album) (en). Son orchestre également change son style vestimentaire. Tammy Wynette commence une nouvelle tournée de concerts en mai 1984, accompagnée de Merle Haggard. C'est un succès et l'album Sometimes When We Touch est classé en sixième position des meilleures ventes de musique country et figure pendant quatre ans dans la liste des dix meilleures ventes de disques de musique country, c'est le retour de Tammy Wynette sur le devant de la scène.

#### Retour et nouvelles collaborations (1985-1998)

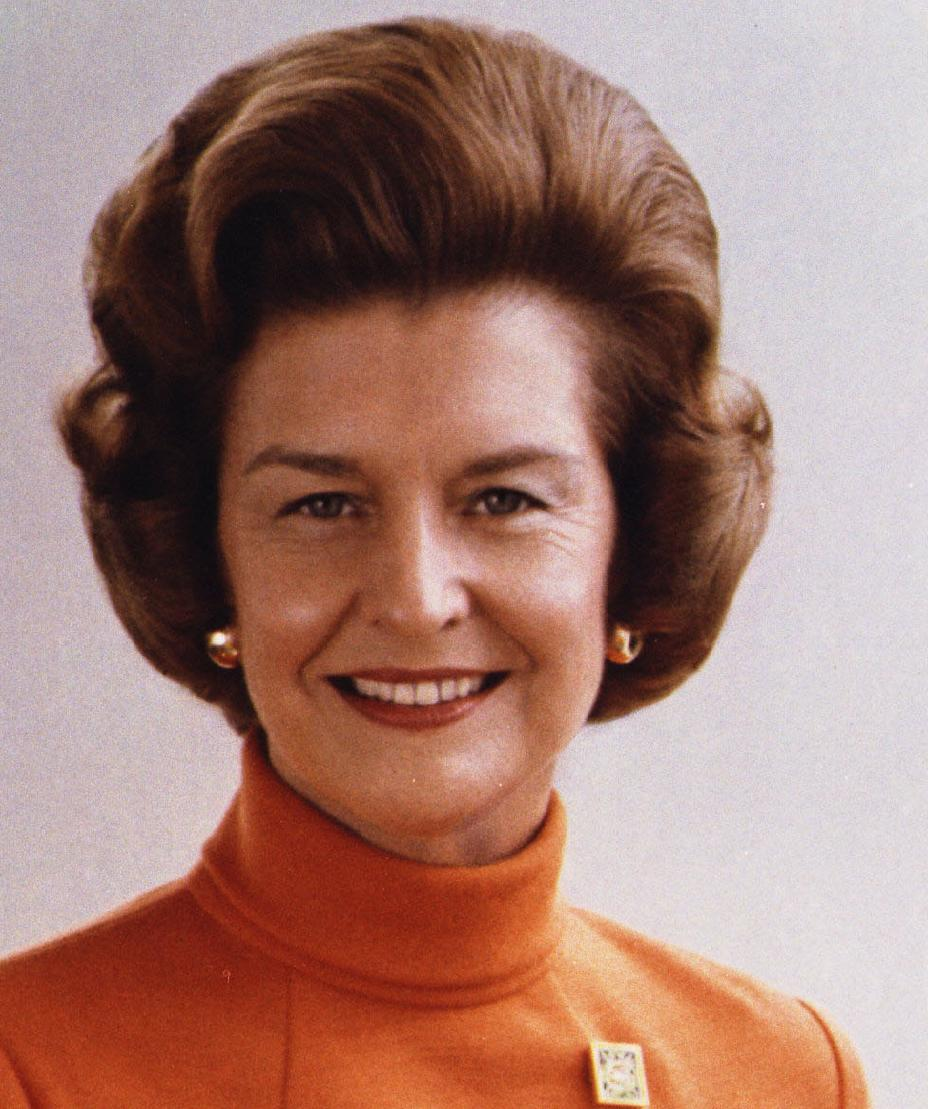
Photographie officielle de Betty Ford prise en 1974.

##### Hospitalisations successives
Tammy Wynette essaie de combattre sa dépendance au Valium, c'est alors qu'elle commence à avoir des hallucinations, ne plus pouvoir suivre le tempo des chansons. Lors d'une conférence de presse qui se tient le 4 novembre 1986, elle annonce sa décision d'entrer au Betty Ford Center situé à Rancho Mirage dans l'État de la Californie. Elle y est accueillie par Betty Ford elle-même. Le programme est censé se dérouler sur une durée de six semaines, mais le 21 novembre 1986, Tammy Wynette s'effondre, victime d'une occlusion intestinale, elle est transportée d'urgence au Eisenhower Medical Center de Rancho Mirage pour y être opérée. Six semaines plus tard, elle entre à la Mayo Clinic, elle y subit une opération de huit heures, où un quart de son estomac est enlevé.

##### Un chef-d'œuvre

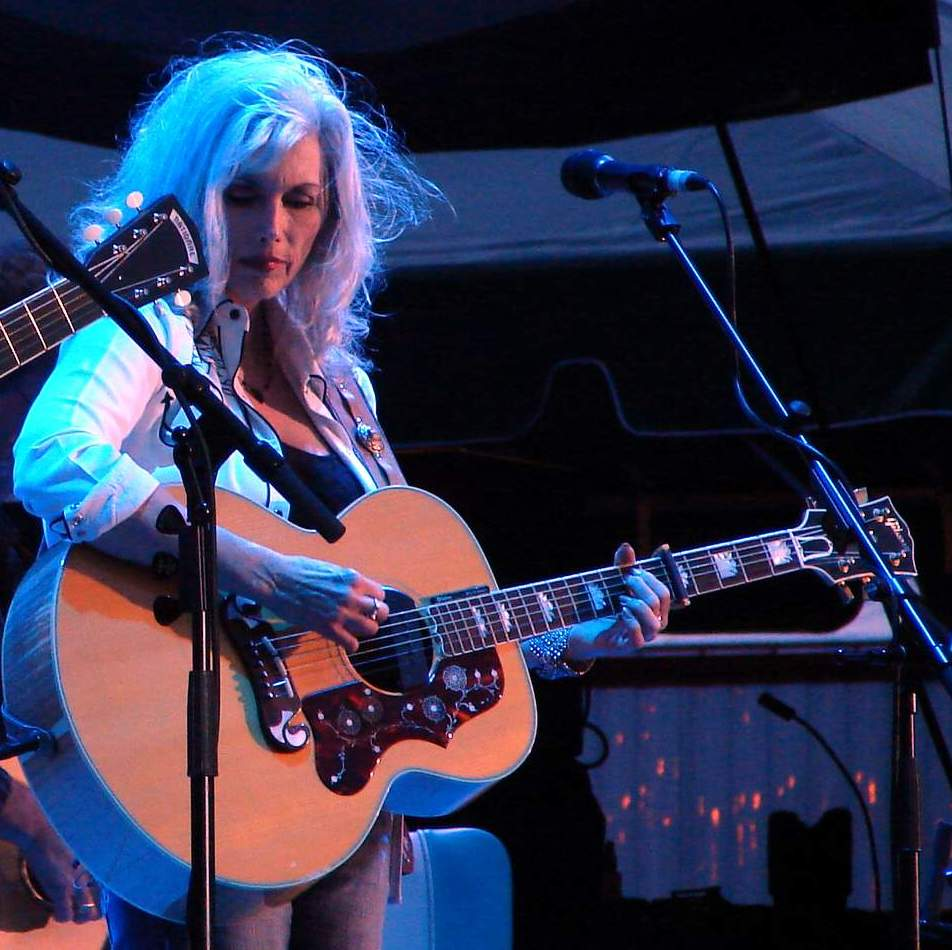
Photographie d'Emmylou Harris prise lors d'un concert

De retour chez elle, le 6 juillet 1987, Tammy Wynette enregistre Higher Ground (Tammy Wynette album) (en) avec la collaboration d'Emmylou Harris, Ricky Skaggs, The O'Kanes (en), Gene Watson (en) et Larry Gatlin, malgré une critique favorable Higher Ground est classé à la 43ème place des ventes d'albums de musique country,.

##### Un mariage pesant
L'entourage de Tammy Wynette est inquiet, car visiblement elle exprime des signes de souffrances, quand ses proches lui demandent la cause elle répond qu'elle est malade de la présence de George Richey, dont l'humeur est maussade car il se soucie des rentrées d'argent qui ne sont pas satisfaisantes. Humeur qui pèse également sur l'esprit de l'équipe qui assure les tournées de Tammy Wynette. Dès que George Richey s'absente, Tammy Wynette s'adresse à son équipe en parlant de George Jone.
Pour supporter George Richey, Tammy Wynette augmente sa consommation de marijuana.

##### George Wallace
Fidèle à ses engagements antérieurs, Tammy Wynette soutient la campagne de George Wallace. Ce n'est pas par convictions politiques personnelles, mais elle s'intéresse à l'homme qui, depuis la tentative d'assassinat ratée par Arthur Bremer est paralysé et ne peut se déplacer que par l'aide d'un fauteuil roulant. Régulièrement, elle lui rend visite et lui donne des récitals privés,,,.

##### Tammy Wynette et l'audio-visuel
En mars 1986, Tammy Wynette rejoint le casting du soap opera Capitol où elle joue un petit rôle secondaire, celui de la serveuse Darlene Stankowski. En 1987, la réalisatrice Rosemary Bowen-Jones produit pour la BBC un documentaire sur la vie Tammy Wynette Stand By Your Dream. Les documentaristes suivent Tammy Wynette dans une de ses tournées, quand elle revient sur son lieu de naissance, ils la filment déambulant de façon mélancolique dans les rues de Los Angeles. Rosemary Bowen-Jones la décrit comme « une personne à l'esprit tourmenté, toujours à chercher sa place et qui ne la trouve pas, où rien ne va ». Elle rencontre également George Richey, pendant que Tammy Wynette est absente pour en savoir plus sur le vie de couple, il reste de marbre, ignorant sa présence en jouant au flipper.

##### Banqueroute
Le 21 septembre 1988, un marshal se présente au domicile de Tammy Wynette et George Richey pour leur annoncer qu'ils doivent au gouvernement la somme de 750 000 $. Somme qu'ils sont incapables de payer aussi sont-ils dans l'obligation de déclencher une procédure judiciaire de banqueroute.

##### Nouveaux producteurs et stagnation des ventes
Tammy Wynnette qui n'arrive plus à retrouver le succès passé fait appel à de nouveaux producteurs tels que Norro Wilson (en) qui produit en 1989, l'album Next to You (album de Tammy Wynette) (en) et Bob Montgomery (parolier) (en) qui produit en 1990, l'album Heart over Mind (album de Tammy Wynette) (en). Aucun de ces deux albums figure sur les 20 meilleures ventes d'albums de musique country.

##### Mark Martinovich et le succès à nouveau

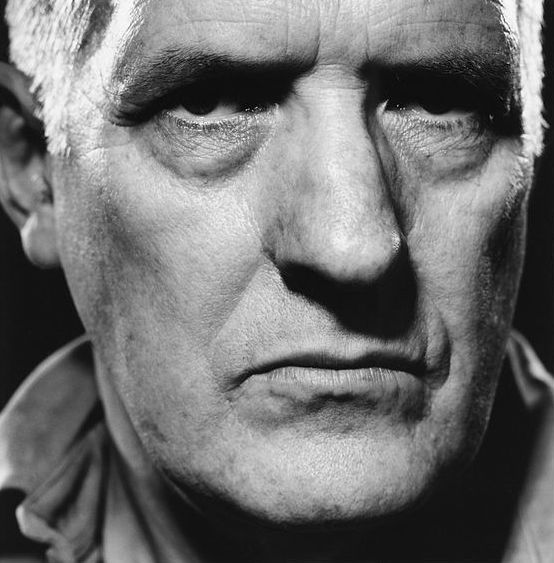
Photographie de Bill Drumond prise par Thomas Ecke en 2011

Au début des années 1990, Tammy Wynette renouvelle son équipe qui assure sa promotion. Parmi les nouveaux venus, figure Mark Martinovich, le vice-président du label Epic et soutien inconditionnel de Tammy Wynette. Grâce à ce dernier, Tammy Wynette se produit dans divers lieux, dont pour la première fois à la salle de concert new-yorkaise The Bottom Line (venue) (en) située dans le quartier de Greenwich Village, puis au Roxy Theatre de Los Angeles. Mark Martinovich met en œuvre de nouveaux projets, tels que la collaboration de Tammy Wynette avec groupe de rock britannique The KLF fondé par Bill Drummond (en) pour l'enregistrement de la chanson Justified & Ancient (en) en septembre 1991.

##### En trio avec Dolly Parton et Loretta Lynn

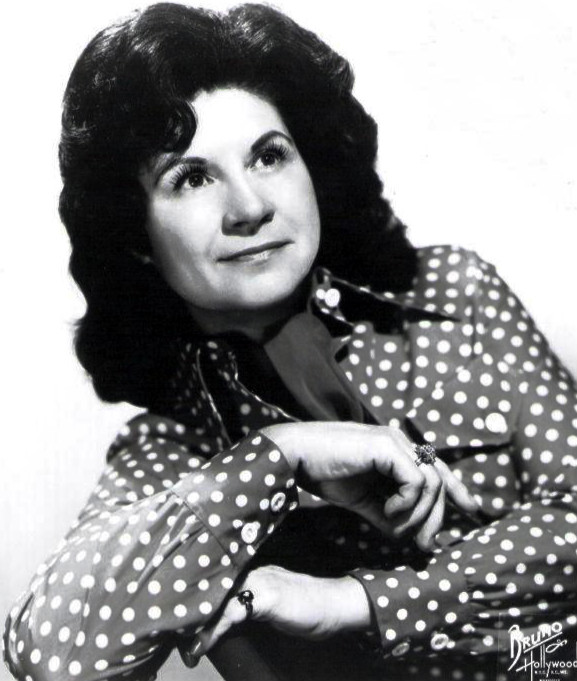
Photographie de Kitty Wells prise en 1974.

Le 1er février 1993, commence l'enregistrement de l'album Honky Tonk Angels (en), dans lequel Tammy Wynette chante aux côtés de Dolly Parton et Loretta Lynn. La chanteuse Kitty Wells à qui l'album est dédié, se joint à elles pour une chanson It Wasn't God Who Made Honky Tonk Angels (en). L'album est achevé le 2 novembre 1993. L'album est salué par la critique, il atteint la sixième place au classement des ventes d'albums de musique country et la quarante deuxième place au classement général des ventes d'albums,,.

##### Nouvelle hospitalisation et dernier album

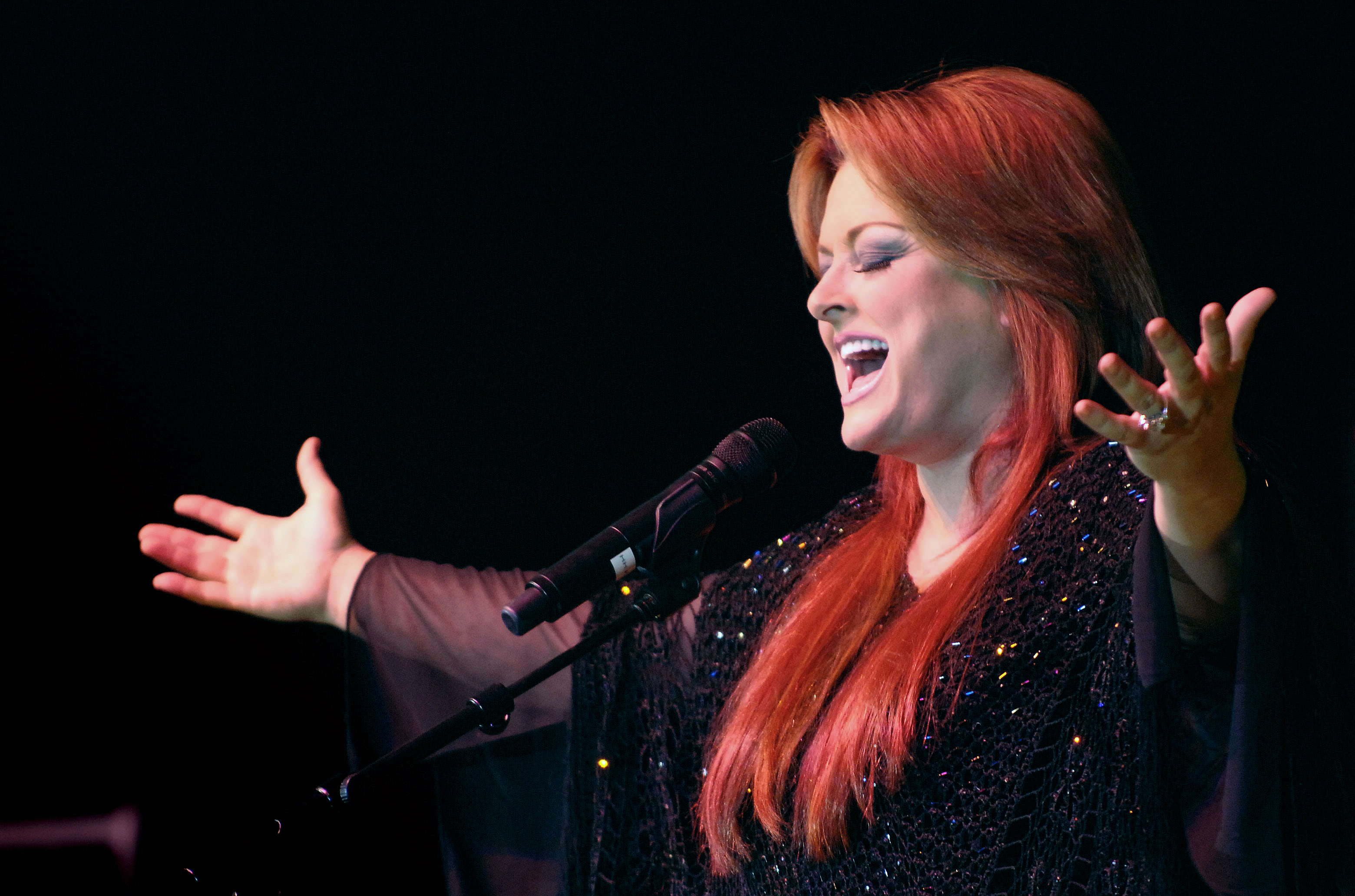
Photographie de Wynonna Judd en concert.

En décembre 1994, à la suite de douleurs intenses, Tammy Wynette est hospitalisée au Baptist Hospital (Pensacola) (en). Le diagnostic posé par les médecins est grave, elle souffre d'une angiocholite sévère, ses chances de survie après une opération sont seulement de 30%. Depuis, jusqu'à la fin de vie, elle doit se déplacer avec un cathéter. Tammy Wynette sort le 27 décembre 1994, pour enregistrer l'album Without Walls (album de Tammy Wynette) (en) où elle chante en duo avec divers chanteurs tels que Aaron Neville. Melissa Etheridge, Elton John, Wynonna Judd, Sting, Lyle Lovett, Smokey Robinson, Cliff Richard et Joe Diffie. Without Walls est son dernier album.

##### Dernières tournées et apparitions publiques

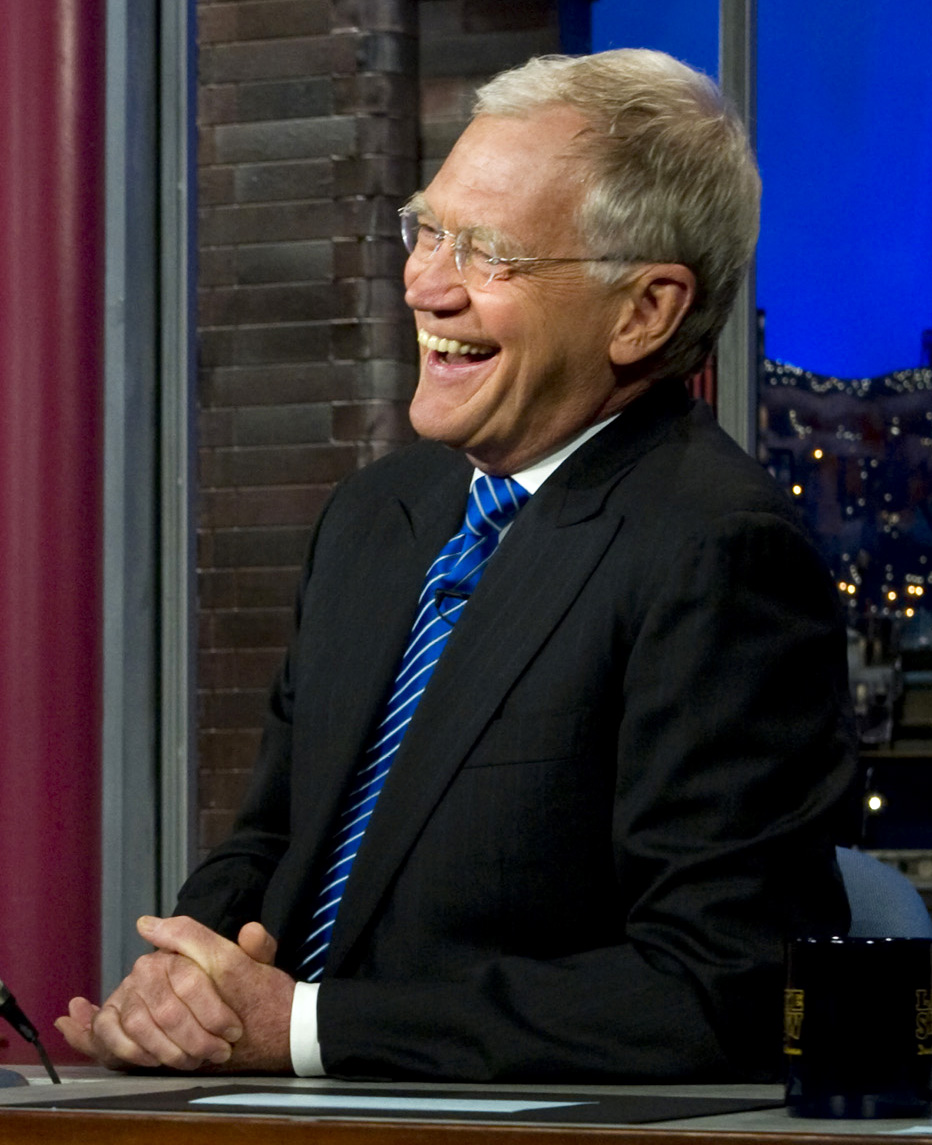
Photographie de David Letterman prise en 2011.

###### La promotion de l'albumWithout Wall
Le 9 avril 1994, Tammy Wynette donne un concert triomphant au Carnegie Hall de New-York, concert donné au bénéfice de la sauvegarde des forêts humides. Elle partage l'affiche avec notamment James Taylor, Sting, Elton John, Whitney Houston, Luciano Pavarotti et autres.
À la suite de ce concert, le 24 octobre 1994 Tammy Wynette se rend au Late Show animé par David Letterman où elle y fait la promotion de l'album Without Walls.

###### L'albumOneavec George Jones

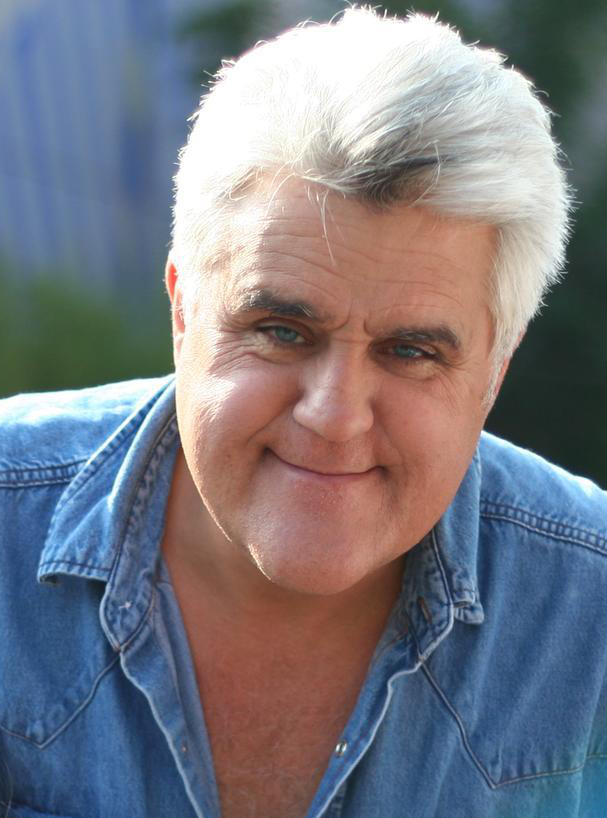
Photographie de Jay Leno prise en 2008.

Le 11 octobre 1994, George Jones et Tammy Wynette se mettent d'accord pour enregistrer un album en duo. Le projet aboutit par l’enregistrement de One qui sort le 20 juin 1995 sur le label MCA Nashville Records et produit par Norro Wilson. Le 7 novembre 1994, One est sélectionné lors de la cérémonie des Country Music Association Awards, dans la catégorie « Prix de la Country Music Association pour l'événement musical de l'année (en) », l'album reste à l'état de nommé.
À partir du 10 juin 1995, George Jones et Tammy Wynette inaugurent une série de concerts, qui commence à Tupelo dans le Mississippi. Bien que George Jones soit en train de finir sa dépendance à l'alcool, l n'en demeure pas moins que ses comportements restent imprévisibles, faisant des intrusions plus ou moins perturbantes. Malgré ces incidents divers, selon des témoins, la présence de George Jones est bénéfique pour Tammy Wynette, elle se sent rajeunie. Ces concerts sont ponctués leur venue au Grand Ole Opry et à l'émission The Tonight Show with Jay Leno du 11 août 1995.

###### Dernier enregistrement
Peu de temps avant un des concerts et apparitions à des émissions télévisées devant commencer en mars 1998, Tammy Wynette enregistre en duo avec Brian Wilson, une reprise de la chanson In my Room des Beach Boys. Le titre parait à titre posthume dans l'album Tammy Wynette Remembered (album) (en).
Le 5 mars 1998, Tammy Wynette est présente à un show télévisé à Plant City en Floride, où elle rend hommage à Loretta LLyn. Sa dernière apparition à la télévision date du 9 mars 1998 à un Prime time local où elle reprend Take Me to Your World (single de Tammy Wynette) (en) à la manière de Billie Holiday quand elle enregistre Lady in Satin.

#### La fin
Peu à peu la santé de Tammy Wynette se dégrade de façon inquiétante, elle se remet mal de sa dernière intervention chirurgicale, ses jambes gonflent, des varices se développent, des pustules éclatent sur ses pieds... Elle meurt le 6 avril 1998.

##### Cacher la vérité
Tammy Wynette est morte paisiblement pendant qu'elle regardait la télévision dans son canapé. Les causes et les circonstances de son décès font la une des tabloïds.
Selon George Richey, c'est lui qui a découvert le corps de Tammy Wynette en fin d'après-midi. Il appelle, Wallis Marsh, le médecin personnel de Tammy Wynette, qui dans son certificat de décès indique que Tammy Wynette est décédée à la suite d'une embolie pulmonaire,.
Quand la police apprend la nouvelle, elle se rend au domicile de Tammy Wynette pour mener une enquête. Selon le rapport des policiers, le corps de Tammy Wynette fut découvert en même temps par George Richey et la femme de ménage, Cleta Hillygus. Dès le début de la soirée les filles de Tammy Wynette sont averties de la mort de leur mère.
La dépouille de Tammy Wynette est envoyée au funérarium de Woodlawn, Tennessee (en) où sont immédiatement pratiqués des soins de conservation qui rendent impossible à pouvoir déterminer la cause du décès.
Les médicaments, drogues, ordonnances médicales sont détruits, les seuls médicaments présents sont des antibiotiques et un anticoagulant, « confirmant » l'embolie pulmonaire comme cause du décès.

##### Les funérailles

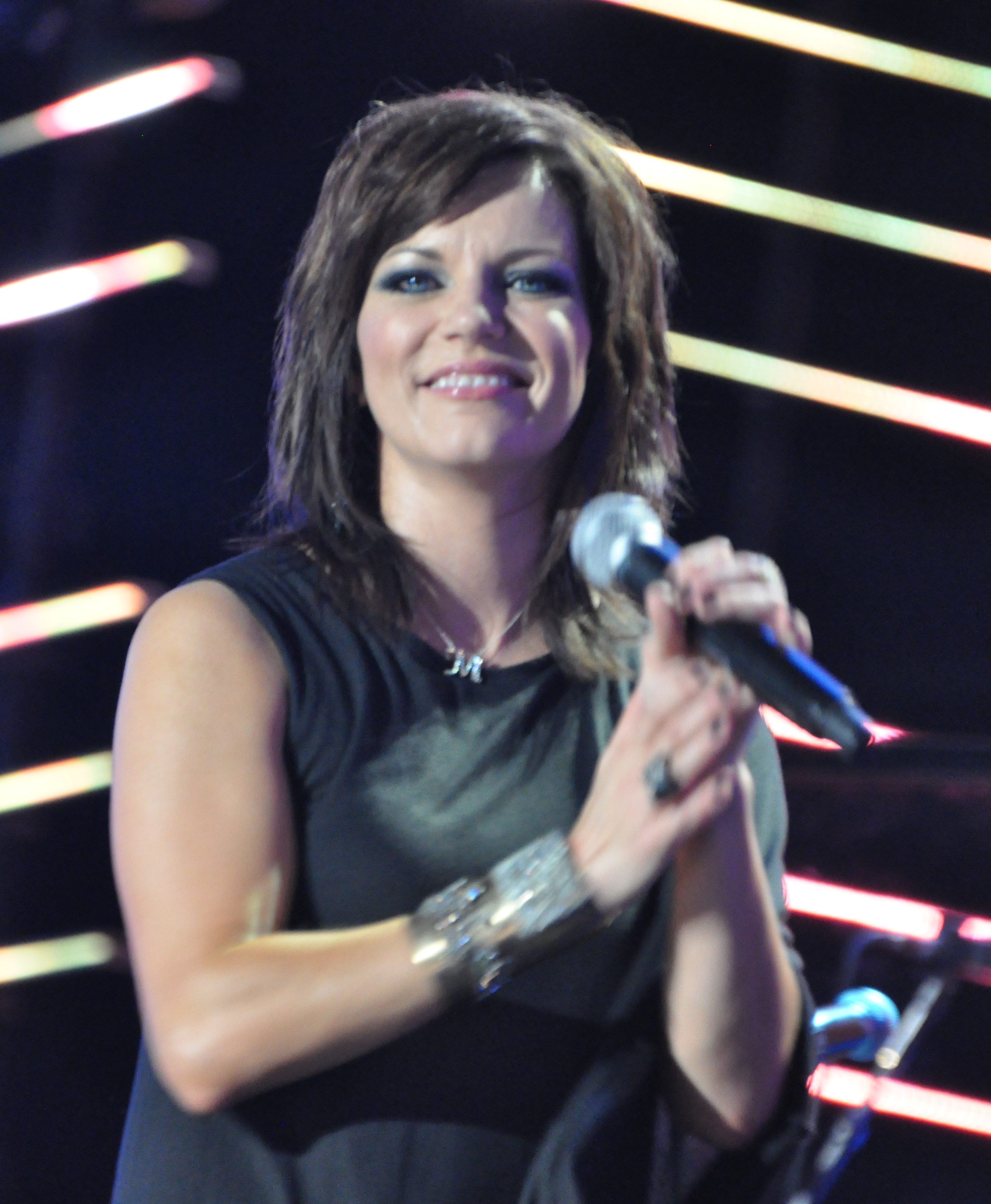
Photographie de Martina McBride prise en 2010

Le 9 avril 1998, un premier service funéraire a lieu à l'église baptiste Judson de Nashville où assistent les familiers de Tammy Wynette et les célébrités de la musique country telles que Loretta Lynn, Vince Gill, Martina McBride, Wynonna Judd, Randy Travis, Jake Hess (en), Dolly Parton, etc. À la suite de quoi un second service funéraire à lieu au Ryman Auditorium de Nashville où se presse une foule de plusieurs centaines de personnes. La cérémonie est filmée par la chaîne nationale CNN et la chaîne The Nashville Network (en). Puis Tammy Wynette est enterrée dans une crypte du Woodlawn Memorial Park Cemetery (en) de Nashville,.

##### Héritage et disputes
Lorsque les héritiers se rendent chez le notaire, ils apprennent que George Richey et son frère Carl Richardson sont les exécuteurs testamentaires de Tammy Wynette, et que cette dernière a déshérité ses filles, enfin que le capital de ses polices d'assurances est versé au seul profit de George Richey et de son frère. George Richey reçoit une somme d'un montant d'un million de dollars. Curieusement, il n'existe aucun original des polices d'assurances. Peu après une autre police d'assurance est mise à jour, elle est datée de 1988, et comme la précédente, les filles de Tammy Wynette sont écartées, tout revient à George Richey qui reçoit une somme d'un montant de 1 400 000 $,.
Les filles de Tammy Wynette s'interrogent sur les circonstances de la mort de leur mère et obtiennent une seconde autopsie pratiquée par le médecin légiste Bruce Levy afin de montrer que leur mère a succombé à la suite de défaut de traitements médicaux adaptés, notamment en lui donnant des surdoses d'analgésiques opiacés. La dépouille de Tammy Wynette est exhumée le 14 avril 1999. L'autopsie détecte la présence de Versed et de Phenergan mais pas d'antidouleurs. Le 16 mai 1999, Bruce Levy dans un rapport de 16 pages, confirme le diagnostic de Wallis Marsh, Tammy Wynette est morte de causes naturelles,.

##### Affront
En 2012, lorsque le cercueil de Tammy Wynette est transféré dans un mausolée du Woodlawn Memorial Park Cemetery (en) George Richey en profite pour changer le nom de la sépulture de Tammy Wynette en Virginia W. Richardson. Les filles de Tammy Wynette mobilisent les fans de leur mère, et intentent un procès contre George Richey. En mars 2014, la tombe reprend le nom de Tammy Wynette,.

### Vie privée
Tammy Wynette, s'est mariée par cinq fois:
- En 1959, elle épouse Euple Byrd, le couple divorce en 1965, trois filles sont issues de cette union : Gwendolyne, Jacqueline et Tina Denise[1],[3],[177],[4].
- En 1967, elle épouse le musicien Don Chapel, le couple divorce en 1968[1].
- En 1968, elle épouse le chanteur de musique country George Jones, le couple divorce en 1975, le couple donne naissance à une fille Tamala Georgette le 5 octobre 1970[1],[85].
- En 1976, elle épouse un promoteur immobilier, Michael Tomlin, le couple se sépare par une procédure d'annulation de mariage au bout de six semaines de vie commune[1],[100].
- En 1978, elle épouse le pianiste et producteur de disques George Richey[1].

## Autobiographie
- (en-US) Tammy Wynette et Joan Dew, Stand By Your Man, New York, Simon and Schuster, 1979, 392 p. (ISBN 9780671228842, lire en ligne). .

## Prix et distinctions

### Prix
- 1968 : I Don't Wanna Play House est récompensé par un Grammy Award, catégorie « Meilleure performance vocale solo par une chanteuse de musique country » remis par la National Academy of Recording Arts and Sciences[49],
- 1969 : Stand by Your Man et Tammy Wynette sont récompensés par deux Country Music Association Awards, catégorie « Album de l'année » et catégorie « Chanson de l'année »[76].
- 1970 : Stand By Your Man est récompensé par un Grammy Award, catégorie « Meilleure performance vocale solo par une chanteuse de musique country » remis par la National Academy of Recording Arts and Sciences[49],
- 1970 : l'album Tammy's Greatest Hits est certifié disque d'or par la Recording Industry Association of America[78],
- 1989: l'album Tammy's Greatest Hits est certifié disque de platine par la Recording Industry Association of America[78],

### Nominations
- 1968 : présélection de My Elusive Dreams pour le Grammy Award, catégorie « Meilleure performance d'un groupe vocal de musique country » remis par la National Academy of Recording Arts and Sciences[49],
- 1969 : présélection de D-I-V-O-R-C-E pour le Grammy Award, catégorie « Meilleure performance d'un groupe vocal de musique country »[49],
- 1970 : présélection du single Stand by Your Man pour le Grammy Award, catégorie « Meilleure chanson de musique country »[49],
- 1970 : présélection de Stand by Your Man pour l'Academy of Country Music Awards décerné par l'Academy of Country Music[75],
- 1971 : présélection de Run Woman, Run pour le Grammy Award, catégorie « Meilleure performance vocale solo par une chanteuse de musique country »[49],
- 1972 : présélection du single Good Lovin' pour le Grammy Award, catégorie « Meilleure performance vocale solo par une chanteuse de musique country »[49],
- 1973 : présélection du single My Man pour le Grammy Award, catégorie « Meilleure performance vocale solo par une chanteuse de musique country »[49],
- 1973 : présélection du single Take Me pour le Grammy Award, catégorie « Meilleure performance vocale de musique country par un duo ou un groupe »[49],
- 1974 : présélection du single Kids Say The Darnest Things pour le Grammy Award, catégorie « Meilleure performance vocale solo par une chanteuse de musique country »[49],
- 1974 : présélection du single We're Gonna Hold On pour le Grammy Award, catégorie « Meilleure performance vocale de musique country par un duo ou un groupe »[49],
- 1975 : présélection du single Woman To Woman pour le Grammy Award, catégorie « Meilleure performance vocale solo par une chanteuse de musique country »[49],
- 1977: présélection du single 'Til I Can Make It On My Own pour le Grammy Award, catégorie « Meilleure performance vocale solo par une chanteuse de musique country »[49],
- 1977: présélection du single Golden Ring pour le Grammy Award, catégorie « Meilleure performance vocale de musique country par un duo ou un groupe »[49],
- 1978 : présélection du single Near You pour le Grammy Award, catégorie « Meilleure performance vocale de musique country par un duo ou un groupe »[49],

### Distinctions
- 1993 : Tammy Wynette fait son entrée au sein de l'Alabama Music Hall of Fame (en)[178],[3],
- 1998 : Tammy Wynette fait son entrée au sein du Country Music Hall of Fame[179],[180],[181],
- 2009 : Tammy Wynette fait son entrée au sein du Nashville Songwriters Hall of Fame (en)[182],[183],[184],
- 2010 : Stand by Your Man, interprétée par Tammy Wynette est inscrite au sein du National Recording Registry de la bibliothèque du Congrès[185],[186],

## Dans la culture
En 1981, le réalisateur Jerry Jameson tourne le téléfilm Stand by Your Man (téléfilm) (en) qui a pour objet la biographie de Tammy Wynette, avec Annette O'Tool dans le rôle de Tammy Wynette et Tim McIntire dans le rôle de George Jones,.
En 1986, Tammy Wynette joue un petit rôle au sein du Soap opera Capitol.
En 1987, la réalisatrice Rosemary Bowen-Jones produit pour la BBC un documentaire sur la vie Tammy Wynette Stand By Your Dream.
En 2022, sort la mini-série dramatique américaine, George and Tammy qui expose la relation à la fois passionnée et tumultueuse entre Tammy Wynette et George Jones, avec Jessica Chastain et Michael Shannon dans les rôles titres,.